# 쿠샨 제국
쿠샨 제국은 1세기 초 박트리아 지역의 월지족에 의해 건국된 혼성국가이자 유목제국이었다. 그것은 현재의 타지키스탄, 우즈베키스탄, 아프가니스탄, 파키스탄, 이란 동부와 인도 북부의 많은 지역을 아울렀으며, 적어도 바라나시 인근의 사케타와 사르나트까지 확장되었다. 최근 이 근처에서 쿠샨 황제인 카니슈카 시대의 것으로 추정되는 비문이 발견되었다.
쿠샨족은 아마도 중국 북서부(신장과 간쑤)에서 이주하여 고대 박트리아에 정착한 토하라계 인도유럽인 유목민인 월지 연맹체를 형성하는 다섯 부족 중 하나였을 것이다. 그 왕조의 창시자인 쿠줄라 카드피세스는 그리스-박트리아 이후 이 지역에 널리 퍼져 있던 그리스의 문화 사상과 도상학을 따랐고, 힌두교 시바파의 열렬한 추종자였다. 나중에 쿠샨의 두 왕인 비마 카드피세스와 바수데바 2세 또한 힌두교를 후원했다. 그러나 일반적으로 쿠샨족은 불교의 큰 후원자로 널리 알려져 있으며, 카니슈카 황제를 시작으로 조로아스터교적인 요소를 신전이나 사원 등에 사용했다. 그들은 불교가 중앙아시아와 중국으로 전파되는 데 중요한 역할을 했고, 때로는 "팍스 쿠샤나Pax Kushana로 묘사되는 200년간의 평화기를 이끌었다.
쿠샨족은 처음에는 행정적인 목적으로 그리스어를 사용했지만, 곧 이것은 박트리아어로 대체되었다. 카니슈카 시기에 쿠샨의 국경은 카라코람산맥을 넘어 북쪽으로 더욱 팽창했다. 간다라에서 중국으로 가는 직항로는 1세기가 넘는 기간 동안 쿠샨의 지배 하에 있었고, 여행객들로 하여금 험준한 산맥들을 횡단하는 여행을 장려했으며 대승불교의 중국 전파를 촉진시켰다. 쿠샨 왕조는 로마 제국, 사산 제국, 악숨 제국, 그리고 한나라와 외교적인 접촉을 가졌다. 알랭 다닐루에 따르면 쿠샨 제국은 로마 제국과 중국 사이 무역 관계의 가운데에 위치했으며, "한동안 주요 문명들의 중심이었다"고 여겨진다. 수많은 철학, 예술 및 과학의 발전이 쿠샨 영내에서 이루어졌지만, 오늘날 제국의 역사에 대한 유일한 텍스트 기록은 다른 국가들의 언어, 특히 중국어로 된 비문과 설명에서 비롯된다.
서기 3세기에 쿠샨 제국은 반독립적인 여러 왕국들로 분열되었는데, 이들은 서쪽에서 침입해온 사산인들에게 함락되어 소그디아나, 박트리아, 간다라 지역에 쿠샨-사산 왕국을 형성했다. 4세기에는 또 다른 인도계 왕조인 굽타 제국이 동쪽에서 압박을 가했다. 마침내 쿠샨족과 쿠샨-사산족의 마지막 왕국들은 나중에 키다라와 에프탈로 알려진 북쪽의 유목민 침략자들에 의해 완전히 압도되어 사라졌다.

## 기원

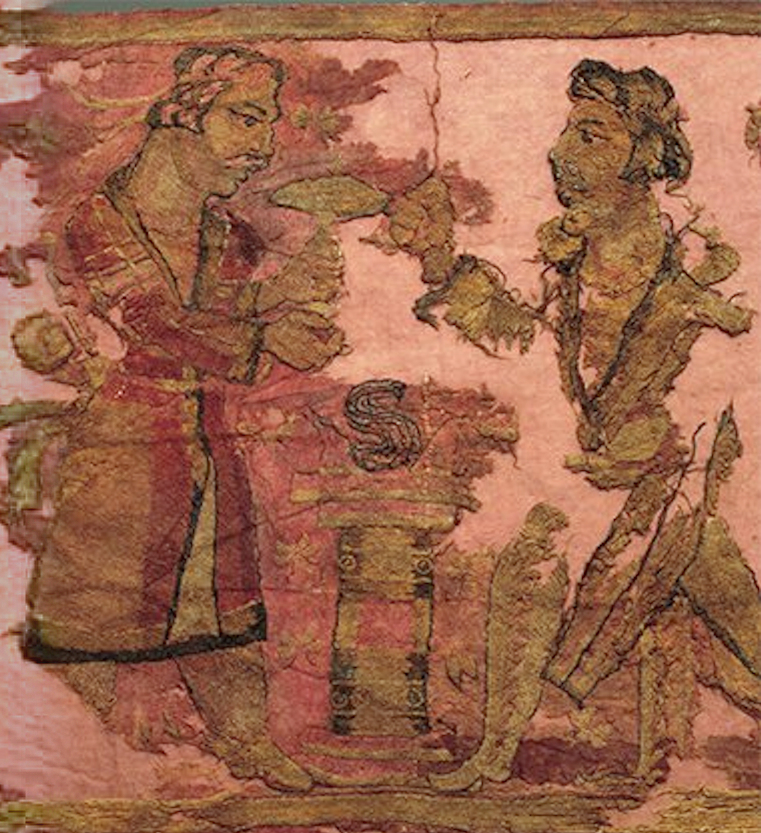
노인-울라 고분에서 발견된, 월지로 추정되는 인물들이 묘사된 양탄자. 기원전 1세기에서 서기 1세기 사이의 것이다.

중국 문헌에서 '귀상(貴霜 Guìshuāng, 상고한어: *kuj-s  [s]raŋ)'으로 알려진 쿠샨족은 사실 월지족의 다섯 민족 중 하나를 일컫는 말이었다. 많은 학자들은 월지족이 인도유럽인 계통의 집단이라고 믿고 있으며, 일부는 더 나아가 이들이 특정 토하라인 집단에서 기원했다는 가설을 제안한다. 이란인, 특히 사카 출신이라는 가설도 학계에서 어느 정도 지지를 받고 있다. 또 다른 사람들은 월지가 원래 이란계 유목민이었으나 그 후 정착한 토하라인들에게 부분적으로 동화되어 이란과 토하라인 요소를 모두 포함했을 수 있다고 제안하기도 한다.
『사기』와 『한서』에는 월지인들이 유목생활을 했으며 오늘날의 신장 웨이우얼 자치구 동부와 간쑤성 북서부의 초원 지대에 살았다고 기록되어 있다. 그렇다면 대체로 하서회랑 및 타림분지 부근에 거주했다는 것이 되는데, 이곳은 유목집단의 근거지가 되기에는 너무나도 협소하기 때문에 몇몇 학자들은 이에 의문을 제기한다. 그래서 어떤 학자는 월지인들이 사실은 광대한 몽골 초원을 지배하고 있었고, 그곳을 근거지로 삼아 하서회랑을 포함하는 실크로드를 장악하고 있었다고 주장했다. 중국 고대 문헌에는 '우씨의 옥(禺氏之玉)'이라는 말이 등장하는데, 한 설에 따르면 우씨禺氏와 월지月氏는 사실 동일한 음을 옮긴 것이고, 월지인들이 호탄에서 나오는 옥을 중국으로 중계했기 때문에 생긴 말이라는 설명이 있다. 또한 '월지'가 즈구차zgudscha를 옮긴 말이고, 이는 곧 고대 아시리아 자료의 스쿠자Skuja와 상통하니 이것이 스키타이를 지칭한다는 설도 있다. 이러한 주장들이 맞는지 단언하기는 어려우나, 월지와 오손 등은 모두 알타이계가 아니라 인구어계 종족이었던 것으로 보인다.
환공이 관중에게 묻기를, "나는 천하의 진귀한 물자를 화폐로 쓰는 일곱 계책이 있다고 들었는데, 그에 대해 들을 수 있겠는가?"라고 하였다. 관중이 대답하기를, "음산(陰山)의 옥돌이 그 하나이며, 연의 자산(紫山)의 은(銀)이 그 하나이며, 발(發)과 조선(朝鮮)에서 나는 무늬 있는 가죽이 그 하나이며, 여수(汝水)·한수(漢水)의 우구(右衢)에서 나는 황금이 그 하나이며, 강양(江陽)의 진주가 그 하나이며, 진(秦) 명산(明山)의 증청(曾靑)이 그 하나이며, 우씨(禺氏)의 변산(邊山)에 나는 옥이 그 하나입니다. 이는 물자가 적은 것으로써 많은 것을 통제하고 좁은 지역을 이용하여 넓은 지역을 통제하는 것입니다. 따라서 천하의 재정은 모두 경중에 달려 있습니다.”라고 하였다."— 『관자』 제23계량권 제78호, 관의 경중 제 11호 중

이에 비해, 월지가 강성해진 흉노匈奴에게 밀려나 서쪽으로 이주했다는 사실에는 대부분 이견이 없다. 이것은 오늘날 현대 역사학계에서는 대체로 몇 단계에 걸쳐 일어났던 것으로 이해된다. 먼저 기원전 176년 묵특의 공격을 받은 월지인들은 본거지인 하서회랑을 떠나 톈산 북방의 일리 강 유역으로 이주하여 '대월지大月氏'라 알려지게 되었고, 잔류한 집단은 '소월지小月氏'로 불렸다. 기원전 160년대에 들어서자 월지는 묵특의 후계자 노상의 공격을 받게 되었고, 그들의 왕이 사로잡혀 두개골이 '술잔'으로 바뀌는 참화를 당했다. 기원전 139년에 한 무제가 흉노와의 대대적인 전쟁에 앞서 월지와 동맹을 맺기 위해 장건을 서역으로 파견했을 당시, 장건이 흉노에서 포로 생활을 하는 동안 흉노인들이 "월지는 우리의 북방에 있다"고 한 말을 들은 것으로 보아, 그때까지 월지는 여전히 일리 강 유역에 머물렀던 것으로 추정된다. 그러나 장건이 기원전 129년 흉노를 탈출하여 월지를 찾아갔을 때 그들은 이미 거기에 없었다. 장건이 흉노에 잡혀 있는 동안, 월지는 흉노와 오손의 공격을 받아 일리 강 유역에서 더 서쪽으로 이주하여 아무다리야 북방으로 옮겨 갔다.
大月氏國, 治監氏城, 去長安萬一千六百里. 不屬都護. 戶十萬, 口四十萬, 勝兵十萬人. 東至都護治所四千七百四十里, 西至安息四十九日行, 南與罽賓接. 土地風氣, 物類所有, 民俗錢貨, 與安息同. 出一封橐駝. 大月氏本行國也, 隨畜移徙, 與匈奴同俗. 控弦十餘萬, 故彊輕匈奴. 本居敦煌·祁連間, 至冒頓單于攻破月氏, 而老上單于殺月氏, 以其頭爲飲器, 月氏乃遠去, 過大宛, 西擊大夏而臣之, 都嬀水北爲王庭. 其餘小衆不能去者, 保南山羌, 號小月氏. 大夏本無大君長, 城邑往往置小長, 民弱畏戰, 故月氏徙來, 皆臣畜之, 共稟漢使者. 有五翎: 一曰休密翎侯, 治和墨城, 去都護二千八百四十一里, 去陽關七千八百二; 二曰雙靡翎侯, 治雙靡城, 去都護三千七百四十一里, 去陽關七千七百八十二; 三曰貴霜翎治護澡城, 去都護五千九百四十里, 去陽關七千九百八十二; 四曰肸頓翎侯, 治薄茅城, 去都護五千九百六十二里, 去陽關八千二百二; 五曰高附翎侯, 治高附城, 去都護六千四十一里, 去陽關九千二百八十三里. 凡五翎侯, 皆屬大月氏.

대월지국(大月氏國). 도읍은 감씨성(監氏城)이고, 장안에서 11,600리 떨어져 있다. 도호에 복속하지 않으며, 호수는 10만, 인구는 40만, 병사는 10만 명이다. 동쪽으로 4,740리 가면 도호의 치소에 이르고, 서쪽으로 49일 거리를 가면 안식에 이른다. 남으로 계빈에 접한다. 토지, 기후, 물산, 민속, 화폐는 안식과 동일하다. 단봉낙타가 나온다. 대월지는 본시 이동생활을 하며 가축을 따라 옮겨다니고 흉노와 풍속이 같다. 활을 당길 수 있는 사람이 10여만 명이어서, 그런 까닭에 강성함을 믿고 흉노를 가벼이 여겼다. 처음에는 둔황과 기련 사이에 살았으나, 묵특선우가 월지를 공파하고 노상선우가 월지의 왕을 죽여 그 머리로 술을 마시는 그릇을 삼기에 이르자, 이에 월지는 멀리 떠나 대완을 지나서 서쪽으로 대하를 공격하여 그들을 신하로 삼고, 규수의 북쪽에 왕정을 두었다. 그 나머지 [서쪽으로] 갈 수 없었던 소수의 무리는 남산의 강족에게 보호를 받으며 소월지라 불린다.

대하에는 본디 대군장이 없었고 성읍들은 때때로 군소의 수령(小長)을 두었다. 주민들은 약해서 전투를 두려워했기 때문에, 월지가 이주해 오자 모두 그에 신복하였다. 그들은 모두 한나라 사신들에게 [물자를] 공급[稟]해 준다. 다섯 명의 흡후(翎侯)가 있는데, 첫째는 휴밀(休密) 흡후이고 도읍은 화묵성(和墨城)이며, 도호에서 2,841리, 양관에서 7,802리 떨어져 있다. 둘째는 쌍미(雙靡) 흡후이고 도읍은 쌍미성(雙靡城)이며, 도호에서 3,741리, 양관에서 7,782리 떨어져 있다. 셋째는 귀상(貴霜) 흡후이고 도읍은 호조성(護澡城)이며, 도호에서 5,940리, 양관에서 7,982리 떨어져 있다. 넷째는 힐돈(肸頓) 흡후이고 도읍은 박모성(薄茅城)이며, 도호에서 5,962리, 양관에서 8,202리 떨어져 있다. 다섯째는 고부(高附) 흡후이고 도읍은 고부성(高附城)이며, 도호에서 6,041리, 양관에서 9,283리 떨어져 있다. 대저 다섯 흡후는 모두 대월지에 복속해 있다.— 『한서』 96권 서역전 66제 중 일부 발췌

윌지족은 기원전 135년경에 박트리아(아프가니스탄 북부와 우즈베키스탄)에 도달했고, 그곳에 있던 그리스-박트리아 왕국을 무너뜨린 뒤 '왕정王政'을 두고 휴밀(休密), 귀상(貴霜), 쌍미(雙靡), 힐돈(肸頓), 고부(高附)의 다섯 제후국을 세워 일대를 지배하였다. 이후에도 그들은 서쪽의 파르티아 제국까지 침입하여 당시 파르티아 샤한샤 아르타바노스 1세를 전사시키고 한동안 국경 지대를 위협하기도 했다. 한편 쫓겨난 그리스-박트리아인들은 힌두쿠시(오늘날 아프가니스탄과 파키스탄)와 인더스 분지(오늘날 파키스탄과 인도)의 남동쪽으로 재정착하여 인도-그리스 왕국의 서부 지역을 점령했다.
남아시아에서의 쿠샨 황제들은, 자주 그들의 동전에 ΚΟϷΑΝΟ("코샤노")라는 왕조 이름을 새겨넣었다. 마투라의 것과 같은 여러 브라흐미 문자 비문들은 쿠샨 황제를   , Ku-ṣā-ṇa ("쿠샤나").라고 언급했다. 후대의 인도 문헌들은 쿠샨족을 "투루쉬카(Turushka)"라고 언급했는데, 아마도 이것은 그들이 쿠샨족을 튀르크인들과 혼동했기 때문이거나, 아니면  7세기 무렵에 토하리스탄 전역이 서돌궐인들의 지배 아래로 넘어갔기 때문일수도 있다. 다만 쿠샨족 이후 등장한 키다라나 알촌, 에프탈을 부르는 명칭에서도 '투루쉬카'가 등장하는 것으로 보아, 아마도 이 명칭은 좀 더 광범위하게 중앙아시아의 유목집단들을 가르키는 데 사용되었을 것이다. 윙크에 따르면, "오늘날 그들의 중앙아시아 기원에 대해서는 의심의 여지가 없지만, 어떠한 역사학자들도 그들을 튀르크계, 혹은 몽골계나 훈으로 간주하지 않는다"고 한다.

## 초기 활동
기원전 2~1세기 무렵 박트리아와 소그디아나 일대에 쿠샨족이 존재했다는 흔적이 오늘날 일부분 발견되었으며, 그곳에서 사카족들은 이들에게 밀려 더 남쪽으로 이동했다. 이곳의 고고학적인 구조물들로는 타흐티 상긴, 수르흐 코탈(기념비적인 사원), 칼차얀 궁전 등이 있다. 아이 하눔 등 고대 헬레니즘 도시 유적에는 쿠샨족이 요새를 쌓은 것으로 알려졌다. 이 시기에 만들어진 다양한 조각품과 프리즈가 많이 발견되었는데, 이것은 그들의 기마궁수들을 대표하며, 특히, 인공적으로 변형된 두개골을 가진 칼차얀의 쿠샨 왕자와 같은 여러 남성형 작품들이 유명하다. 이러한 특징들은 당대 중앙아시아 유목민들에게서 널리 행해지던 풍습이었다. 칼차얀의 조각품 중 일부는 사카에 맞서 싸우는 쿠샨족을 묘사한 것으로 여겨지기도 한다. 이러한 작품들은 대체로 월지인들을 장엄하게 묘사한 반면, 사카족은 덮수룩한 옆수염을 가지고 기괴한 표정을 짓고 있는 등 다소 부정적으로 표현한 점이 없지 않아 있다.
한편, 오늘날 고고 발굴을 통해 쿠샨족이 지배한 중앙아시아의 몇몇 거점들에서 도시생활의 면모를 엿볼 수 있다. 현재 우즈베키스탄 남부의 칼차얀, 호레즘 지방의 토프라크 칼라, 소그디아나 지방의 탈리 바르주 등이 대표적이다. 그 결과 호레즘, 자라프샨 계곡, 타지키스탄, 바흐쉬 계곡 등 광범위한 지역에서 관개 농경이 이루어졌다. 농경 기술은 비교적 초기 단계였으나 탈리 바르주에서 발견된 유물에서 철제 쟁기 사용이 확인되며, 기원전 1세기 무렵에 이미 맷돌을 사용했음도 확인된다. 당시의 건물이나 유물들을 볼 때, 수공업 및 공구 제작 기술 역시 상당히 발전된 수준이었던 것으로 추정된다.

## 두각을 드러내다
여러 기록에서 확인되는 쿠샨의 최초 통치자이자 첫번째 왕은 헤라이오스였다. 그는 자신의 동전에 스스로를 "τυρουο οςηυσον 쿠샨족의 폭군 헤라이오스"로 칭했는데, 동전 초상화에는 인공적인 두개골 변형의 흔적이 나타나기도 한다. 그는 그리스인들의 동맹이었을지도 모르며, 실제로 같은 양식의 동전을 제작했다. 헤라이오스는 아마도 쿠샨 초대 황제 쿠줄라 카드피세스의 아버지로 추정되는데, 몇몇 학자들은 그의 존재를 의심하여 "헤라이오스"가 쿠줄라 카드피세스의 다른 이름이었을수도 있다고 주장한다.
기원전 1세기부터 귀상족은 다른 월지 부족들을 제치고 두각을 드러내기 시작했으며, 마침내 쿠줄라 카드피세스의 지도 아래 나머지 네 부족을 통일하여 긴밀한 연합체를 구성하였다. 귀상(貴霜) 이라는 이름은 서양에서는 '쿠샨'으로 알려졌지만, 중국인들은 계속해서 이들을 '대월지'라고 불렀다. 반고의 『한서』는 "쿠샨족의 족장인 구취각 (쿠줄라 카드피세스)가 어떻게 다른 월지족 흡후들을 항복시키고 쿠샨 제국을 세웠는지에 대해 묘사"하며, 『후한서』는 서기 125년에 장군 반용이 황제에게 보고한 내용을 바탕으로 쿠샨 제국의 형성 과정을 일목요연하게 설명하고 있다.
大月氏國. 居藍氏城, 西接安息, 四十九日行, 東去長史所居六千五百三十七里, 去洛陽萬六千三百七十里. 戶十萬, 口四十萬, 勝兵十餘萬人. 初, 月氏爲匈奴所滅, 遂遷於大夏, 分其國爲休密·雙靡·貴霜·肹頓·都密, 凡五部翎侯. 後百餘歲, 貴霜翎侯丘就卻攻滅四翎侯, 自立爲王, 國號貴霜(王). 侵安息, 取高附地. 又滅濮達·罽賓, 悉有其國. 丘就卻年八十餘死, 子閻膏珍代爲王. 復滅天竺, 置將一人監領之. 月氏自此之後, 最爲富盛, 諸國稱之皆曰貴霜王. 漢本其故號, 言大月氏云.

대월지국(大月氏國). 거처는 남씨성(藍氏城)이다. 서쪽으로 안식과 접해 있는데 49일 거리이다. 동쪽으로 장사의 거처와는 6,537리 떨어져 있고, 낙양과는 16,370리 떨어져 있다. 호구는 10만, 인구는 40만, 병사는 10여 만 명이다. 처음에 월지가 흉노에게 멸망당하자 마침내 대하로 이주하고, 나라를 휴밀(休密)·쌍미(雙靡)·귀상(貴霜)·힐돈(肹頓)·도밀(都密)로 나누어 모두 다섯 부분[五部]의 흡후(翎侯)가 되었다. 그 후 100여 년이 지나서 귀상흡후인 구취각(丘就卻)이 [다른] 4명의 흡후를 멸하고 스스로 왕이 되어 국호를 귀상이라고 하였다. 안식을 침공하고 고부의 땅을 취하였다. 또한 복달(濮達)과 계빈을 멸하고 그 나라를 모두 차지하였다. 구취각은 80여 세에 사망했고, 그 아들 염고진(閻膏珍)이 뒤를 이어 왕이 되었다. 다시 천축을 멸하고 장군 1인을 두어 그곳을 감령케 하였다. 월지는 그 뒤로 극도로 부강해졌다. 여러 나라들은 모두 그것을 칭하여 ‘귀상왕(貴霜王)’이라 하지만, 한나라는 그 옛날의 칭호를 써서 ‘대월지’라고 부른다.— 『후한서』96권 서역전 66제

스키타이계 부족들로부터 점차 이 지역을 장악하면서, 쿠샨족은 전통적으로 간다라(파키스탄의 포토하르~카이베르 파크툰크와주 사이)으로 알려진 남부 지역으로 팽창하였으며, 베그람과 샤르사다에 쌍둥이 수도를 건설했는데, 이것은 각각 카피사와 푸쉬클라바티로 알려졌다.

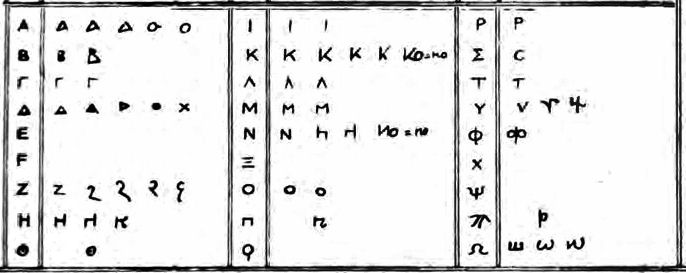
쿠샨 문자(넓은 열)가 포함된 그리스 문자(좁은 열)

쿠샨족은 박트리아를 정복하고 그곳의 헬레니즘 문화적 요소들을 채택했다. 그들은 그리스 문자를 자신들의 언어에 맞게 변형하여 사용했으며(ex. "쿠샨"과 같이 "sh" 등의 문자를 새로 개발), 그리스 동전들을 모방하여 주화를 주조하기 시작했다. 그들은 동전에 그리스어 전설을 차용하였는데, 이것은 (카니슈카 치세의 초기 몇 년까지) 팔리어 전설과 결합된 것이었다. 카니슈카 치세의 중기 이후, 그들은 쿠샨어 전설(변형된 그리스어 문자)를 그리스어 전설(그리스어 문자) 및 프라크리트어 전설(카로슈티 문자)과 결합하여 사용했다.
흥미롭게도, 서기 2세기에 그리스인들과 쿠샨족 사이에 협력이 이루어졌다는 증거가 있다. 분명히, 수르흐 코탈에 있는 쿠샨 사원과 같은 주요 건축물을 세운 사람들은 팔라메데스라는 그리스인이었다. "ΔΙΑ ΠΑΛΑΜΕΔΟΥΣ 디아 팔라메도스", 즉 "팔라메데스를 통해/팔라메데스에 의해"로 해석될 수 있는 의미의 그리스어 비문이 발견되었다. 이것은 쿠샨 시대까지 헬레니즘 인구가 여전히 박트리아에 남아 있었다는 것을 시사하며, 그리스 문자가 박트리아어에 어떻게 적용될 수 있었는지도 설명해준다.

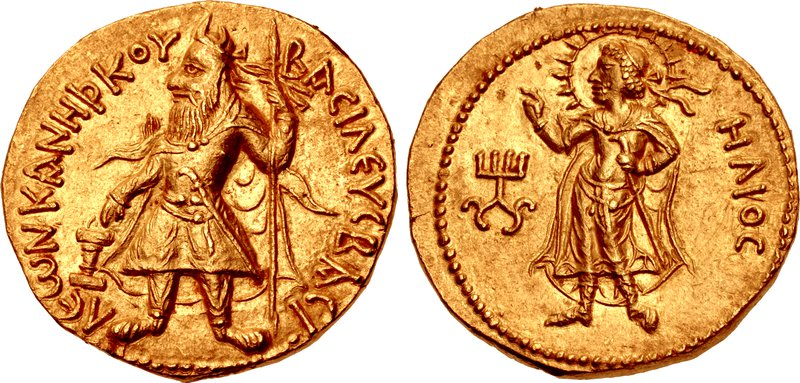
그리스어 전설과 헬레니즘 문화권의 신 헬리오스가 있는 카니슈카 통치 초기의 금화. 120년 무렵에 제작된 것이다.
앞면: 화려하게 꾸며진 쿠샨식 코트와 긴 부츠를 신고 서 있는 카니슈카. 그의 어깨 부분에서 불꽃이 뿜어져 나오고 있는데, 그는 아마도 왼손에 무언가를 든 채로 제단에 제물을 바치는 중일 것이다. 한편 주화 가장자리에는 그리스 문자로:
ΒΑΣΙΛΕΥΣ ΒΑΣΙΛΕΩΝ ΚΑΝΗϷΚΟΥ
바실레우스 바실레이온' 카니슈코이'
"왕중의 왕 카니슈카의 [주화]"라고 새겨져 있다.
뒷면: 한 인물이 곧게 서서 오른쪽으로 축원하는 모습을 헬레니즘 양식으로 표현했다. 오른쪽 가장자리에는 그리스 문자로:
ΗΛΙΟΣ
헬리오스라 새겨져 있으며, 왼쪽에는 카니슈카의 모노그램(탐가)가 있다.

또한 쿠샨족은 "조로아스터교와 이 지역의 떠오르는 두 신흥 종교인 그리스 신화 및 불교를 포함하여, 수많은 지역적인 신앙과 관습"들을 채택했다. 비마 탁토 시대부터, 많은 쿠샨인들은 불교 문화의 측면들을 받아들이기 시작했고, 이집트인들처럼 그리스 문화의 잔재들을 흡수했으며, 적어도 부분적으로는 헬레니즘화되었다. 카니슈카 대제의 아버지이자 쿠샨의 위대한 황제인 비마 카드피세스는 그 기간 동안 주조된 동전들에서 추측할 수 있듯이, 힌두교의 한 분파인 시바파를 신봉하였다. 다음 쿠샨 황제들은 불교, 조로아스터교, 힌두교 시바파를 포함한 매우 다양한 신앙들을 대표하였다.
쿠샨족의 통치는 인도양 항해 무역과 오래 전부터 문명화된 인더스 계곡을 통한 실크 로드의 상업을 연결시켰다. 그들이 전성기를 구가할 무렵, 쿠샨 제국의 국경은 오늘날의 우즈베키스탄, 아프가니스탄, 파키스탄을 포함했으며 심지어 인도 북부와 아랄해까지 도달했다. 이처럼 광대한 영토의 느슨한 통합과 상대적인 평화는 장거리 무역을 장려하고, 중국산 비단을 로마로 실어날랐으며, 번영하는 도시 중심지의 연속체를 만들어냈다.

## 영토 확장

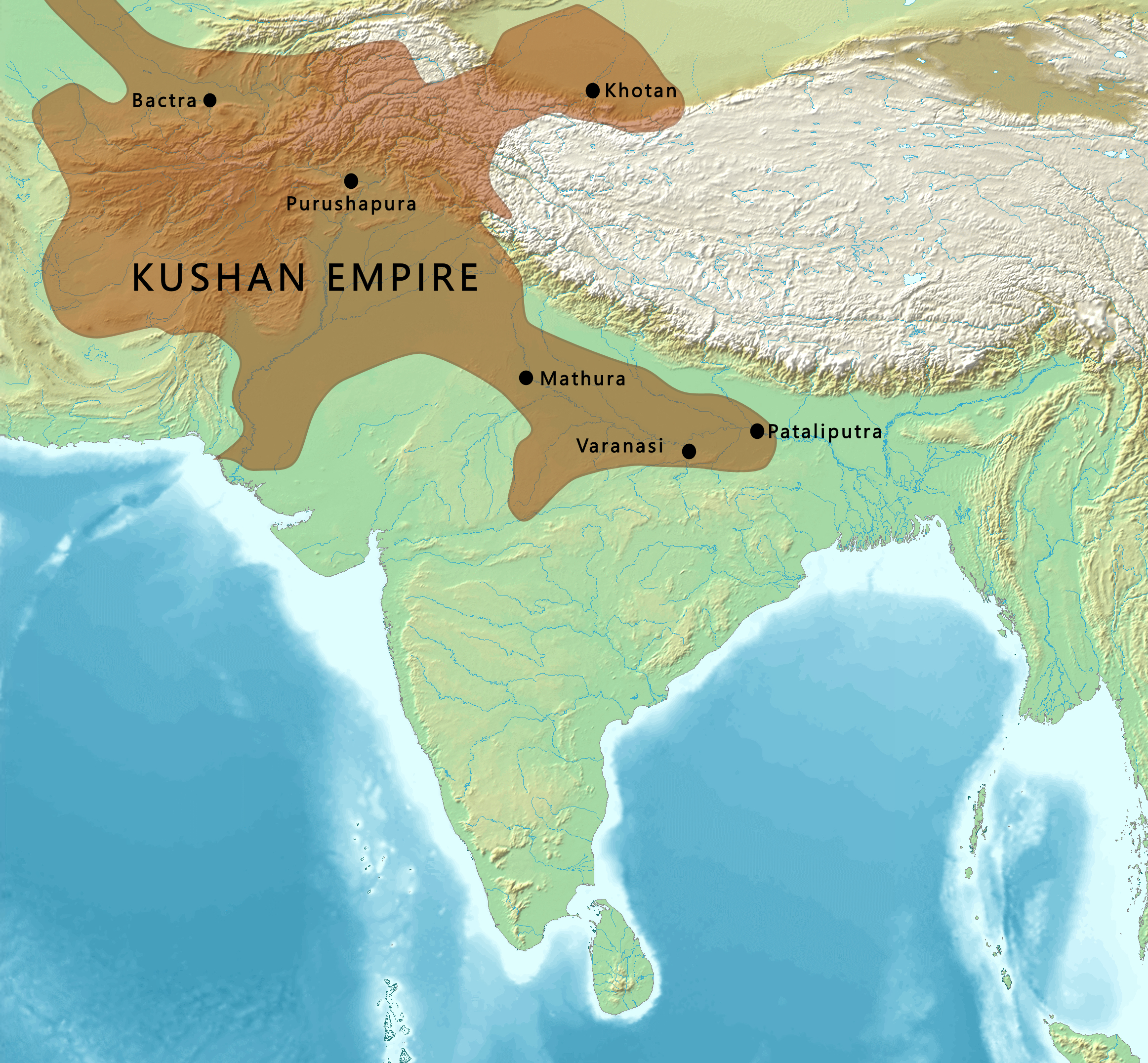
카니슈카 대제 치하의 쿠샨 영토(전체 국경) 및 최대 지리적 범위. 특히 라바탁 비문에는 쿠샨의 지배 영역이 자세히 기록되어 있다. 타림 분지와 같은 북부로의 확장은 주로 동전 발견물과 중국 연대기 기록에 의해 제안된다.

로젠필드(Rosenfield)는 중앙아시아의 수르흐 코탈(Surkh Kotal)에서부터 베그람(Begram), 쿠샨족의 여름 수도인 페샤와르, 그리고 카니슈카 시기의 수도였던 탁실라와 겨울 수도였던 마투라에까지 이르는 광범위한 지역에 쿠샨족의 장기간 통치에 대한 고고학적인 증거가 있다고 언급한다. 한편 쿠샨족은 '크샤트라파(브라흐미 문자:, 사트라프)'와 '마하크샤트라파(브라흐미 문자:  , 대사트라프)'라는 새로운 통치 체제를 인도에 도입시켰다.
쿠샨족이 통치했을 가능성이 있는 또 다른 지역으로는 호라즘과 그 수도 토프라크 칼라, 카우샴비(알라하바드 대학 발굴), 산치와 사르나트(쿠샨 왕들의 이름과 통치 날짜가 적힌 비문 발견), 말와, 마하라슈트라, 오디샤(쿠샨식 주화와 물품 보관소 발견) 등이 있다.

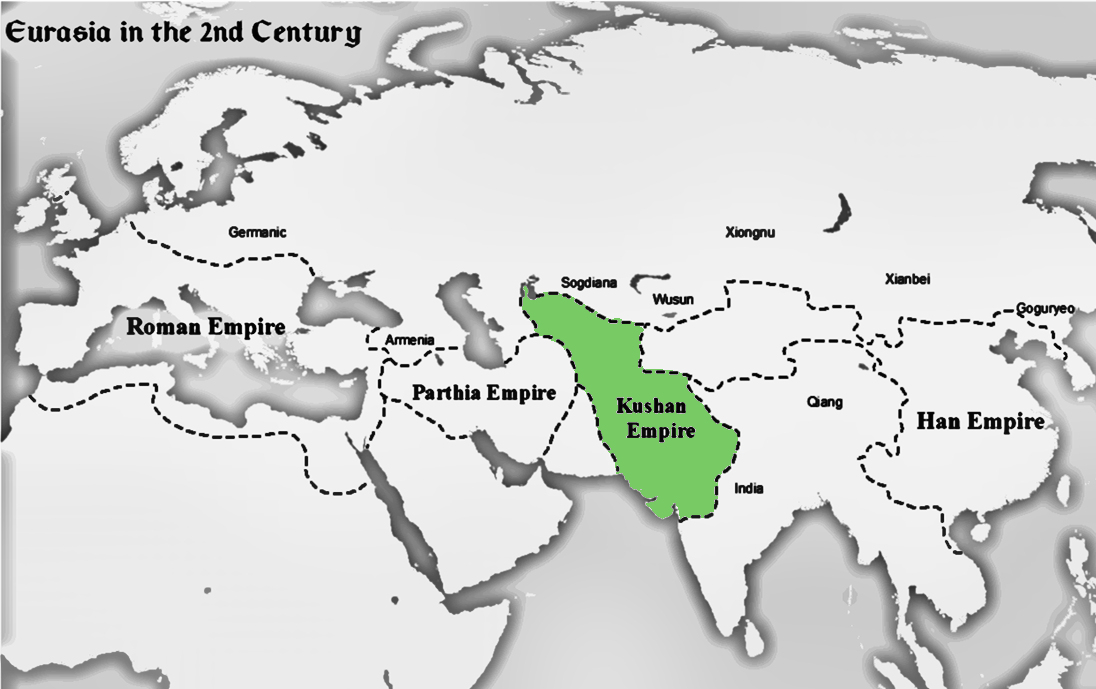
서기 2세기경 유라시아의 4대 제국(로마, 파르티아, 쿠샨, 한나라)를 보여주는 지도. 한동안 쿠샨 제국은 "주요 문명의 중심지"였다.

20세기 인도 민족주의자들 중에서도 대인도 이론 주장자들의 말에 따르면, 서기 1세기의 쿠샨 침입은 인도 아대륙에서 동남아시아로 인도인들이 이주한 것에 대한 근거 가운데 하나로 설명되었다. 그러나 이것은 주장을 뒷받침할 증거가 전혀 없기 때문에 별로 신빙성이 없었다..
1993년에 발견된 라바탁 비문은 카니슈카 시대 초기의 상황을 언급한 『후한서(後漢書)』 및 『위략(魏略)』, 그리고 비문들의 기록과 어느정도 일치한다. 즉 서기 2세기 초에 쿠샨의 통치가 인도 북부의 중심지로 확장되었다는 것이다. 비문의 4행부터 7행까지는 카니슈카의 지배하에 있던 도시들을 설명하고 있는데, 그 중 우자인, 쿤디나, 사케타, 카우샴비, 파탈리푸트라, 참파(본문에서는 참파가 카니슈카의 소유였는지 아니면 그 너머에 있었는지 명확하지 않음)을 확인할 수 있다.
서기 472년에 만들어진, 중국어 번역본을 통해 널리 알려진 불교 연대기 『묘법연화경妙法蓮華經』(산스크리트어 번역: Saddharmapuṇḍarīkasūtra)는 카니슈카에 의한 파탈리푸트라 정복을 언급한다. 한편 나르마다강 남쪽의 파우니에서는 루피암마라는 이름의, 2세기 무렵에 제작된 석각이 발견되었는데, 이것은 쿠샨의 지배가 북인도를 넘어 그보다 더 남쪽, 즉 중인도 인근까지 확장되었음을 암시하지만, 이것은 대체로 서사트라프에 의해 달성되었을 수도 있다.
동쪽에서는 서기 3세기 후반에 후비슈카의 장식된 동전이 부처의 "계몽왕좌"라는 명목 아래 다른 금 장식품들과 함께 부다가야에서 봉헌되었는데, 이를 통해 그 무렵의 쿠샨이 이 지역에 직접적인 영향력을 미쳤던 것을 알 수 있다. 쿠샨족의 동전은 중앙아시아부터 벵골까지 광범위하게 발견되며, 고대 벵골의 사마타타 왕조는 카니슈카의 동전을 복제하여 사용했지만, 아마도 이것은 단지 상업적인 영향 때문이었을 것이다. 쿠샨 주화를 모방한 동전들은 심지어 동부 오리사주에서 풍부하게 발견되었다.
서쪽에서는 쿠샨의 영역이 발루치스탄(파라타라자), 파키스탄 서부, 아프가니스탄(힌두쿠시), 키르기스스탄, 타지키스탄, 우즈베키스탄, 투르크메니스탄 등을 포함했다. 투르크메니스탄 동부의 메르브는 쿠샨의 대표적인 불교 도시였다.
1세기 무렵, 쿠줄라 카드피세스는 타림 분지에 군대를 파견하여 중국의 침공에 저항해온 도시국가 쿠차를 지원했으나 얼마 있지 않아 퇴각했다. 그러나 그 세기의 후반까지, 쿠샨족들은 북쪽으로 군사적으로 팽창하고 타림 분지 일부를 점령함으로써, 실크로드로 대표되는 수익성이 좋은 중앙아시아 상업의 중심에 놓였다. 특히 그들은 중국과 상호적인 관계를 맺어 군사적으로 협력했는데, 예를 들어 서기 84년 한나라 장군 반초가 카슈가르 왕과 그를 지원하는 강거를 격퇴하는 과정에서 도움을 준 일이나, 1년 뒤인 85년에 중국 군대가 투르판을 점령할 때 지원을 해준 것 등이 있다.
군사적인 지원을 한 것에 더불어, 쿠줄라 카드피세스는 한나라 공주와의 결혼 및 양국과의 혼인 동맹을 요청했는데, 한나라 조정이 이를 거절하자 이에 대한 보복으로 서기 90년에 7만 군대를 이끌고 타림 분지로 진군했다. 하지만 이들은 목적지에 도착했을 때 매우 지쳐 있었으며, 설상가상으로 대규모의 중국군이 그곳에서 대기하고 있었다. 아마도 그들은 패배를 겪었으나 다행히 후퇴를 할 수 있었던 것으로 보인다. 이후 타림 분지 전역이 반초가 이끄는 한나라 군대에게 정복되었으며, 그곳에는 서역도호부가 설치되었다. 쿠샨 제국은 후한 화제(89–106)에게 경의를 표하는 서신을 보냈으나 후한 안제(106–120) 시대 동안 그들의 인질을 카슈가르의 왕으로 봉하기 위해 군대를 파견했으며, 그 뒤 몇차례 동안 한나라와 군사적인 충돌을 벌였다. 나중에 카니슈카 휘하의 쿠샨족은 타림 분지로 재차 진출하여 중국인들과 다양한 접촉을 했으며, 카슈가르, 야르칸드, 호탄에 직간접적인 영향력을 미쳤다.

### 쿠샨 성곽
여러 쿠샨 요새가 오늘날 알려져 있는데, 특히 캄피르 테페처럼 헬레니즘 박트리아 시대의 요새 위에 종종 재건되기도 했다. 궁수의 사격을 위한 화살 모양의 구멍이 인상적이다.

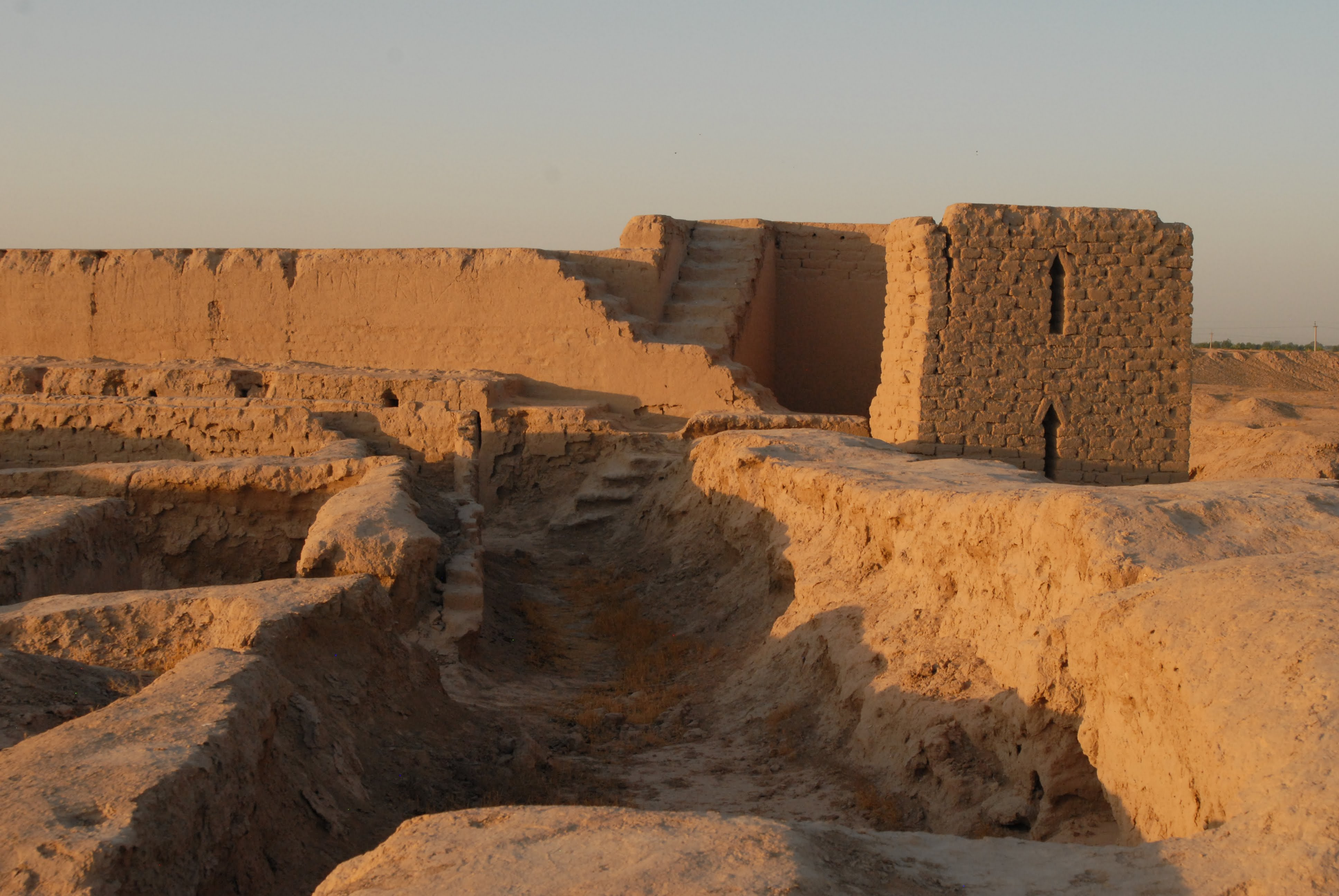
캄피르 테페의 쿠샨 요새
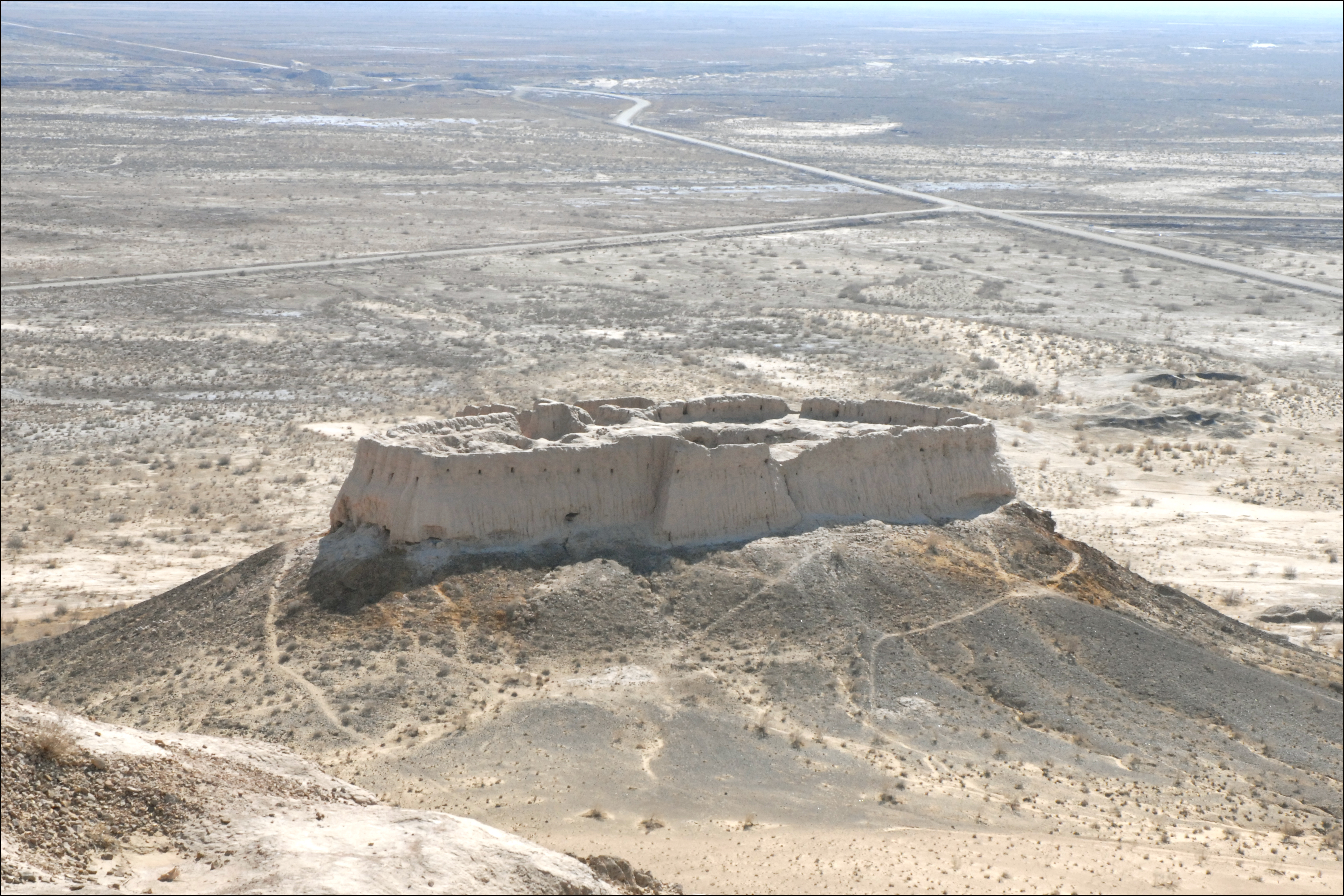
아야즈 칼라 요새.
샤흐리 주하크의 쿠샨 요새.[57]
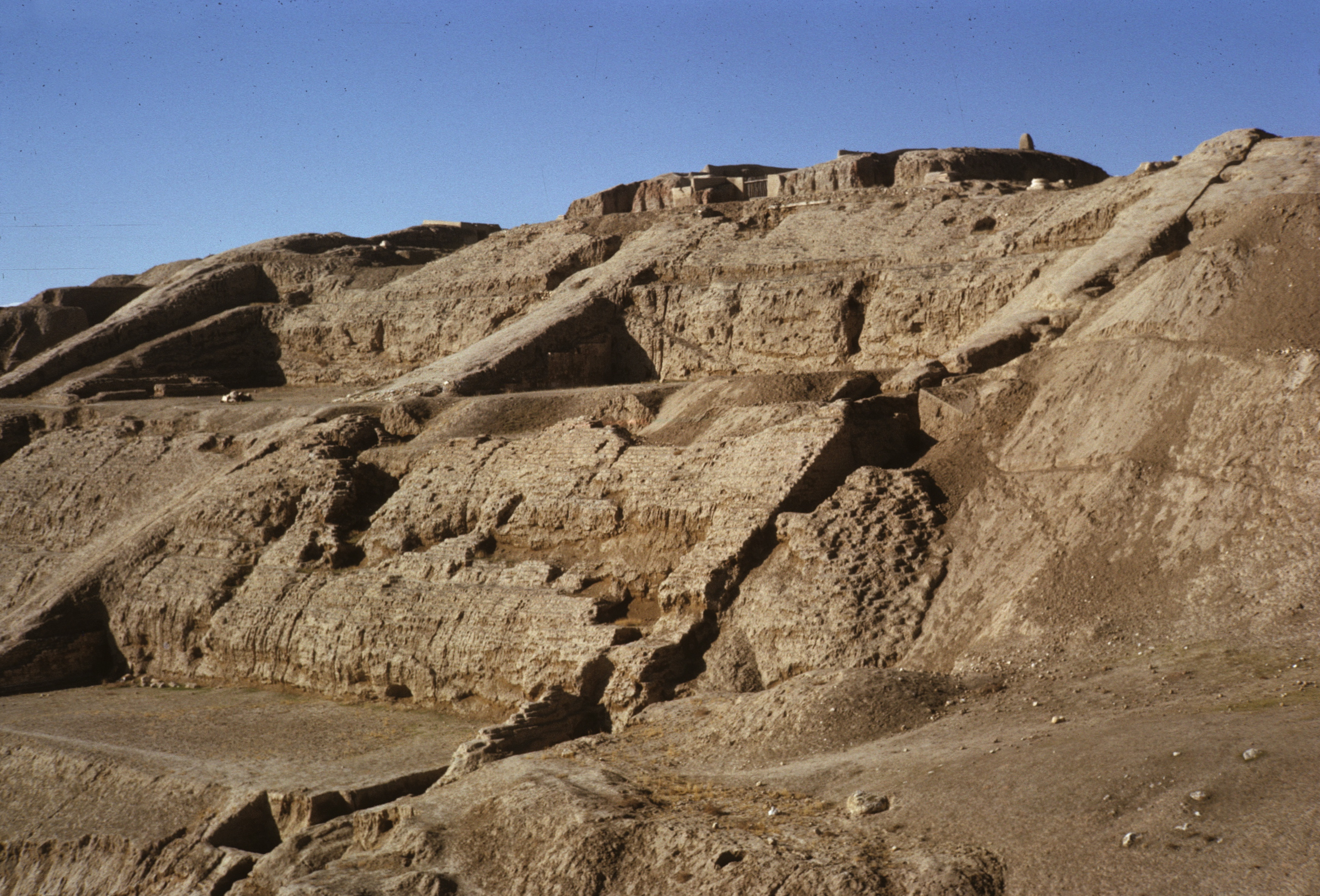
수르흐 코탈의 사원과 요새 유적지.

## 역사
쿠샨의 통치자들은 서기 30년경부터 375년의 키다라 침입까지 약 3세기 동안 기록되었다. 그들은 서사트라프, 사타바하나, 그리고 초기 굽타 황제들과 비슷한 시기에 통치했다.

### 쿠줄라 카드피세스 (c. 30~80)

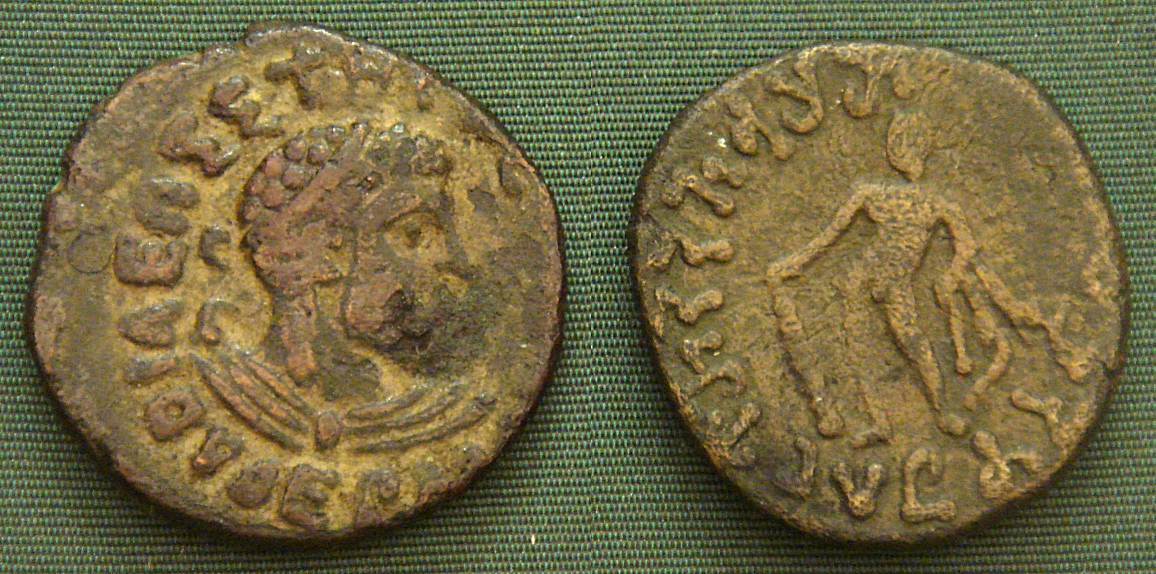
인도-그리스 국왕인 헤르메우스 소테르의 주화를 모방한 쿠줄라 카드피세스의 테트라드라크마

쿠줄라 카드피세스의 월지족 통일 및 주변 지역 정복은 아마도 서기 45년에서 60년 사이에 이루어졌으며, 그의 후손들에 의해 급속하게 팽창한 쿠샨 제국의 기초를 마련했다.
쿠줄라 카드피세스는 광범위하고 지속적으로 동전을 발행했으며, 적어도 2명(사다슈카나, 비마 탁토)의 아들들을 두었다.
그는 카니슈카 대제의 증조부였다.

### 비마 탁토 또는 사다슈카나 (c. 80~95)
비마 탁토(상고한어: 閻膏珍 얀가오젠)은 라바탁 비문에 언급되어 있다(또 다른 아들 사다슈카나는 오디의 왕 세나바르만의 비문에 언급되어 있음). 그는 비마 카드피세스와 카니슈카 1세의 전임자였으며, 아버지로부터 물려받은 쿠샨 제국을 남아시아의 북서쪽으로 확장시켰다.

### 비마 카드피세스(c. 95~127)
비마 카드피세스(쿠샨어: Οοημο Καδφισης)은 서기 95~127년경의 쿠샨 황제로, 사다슈카나의 아들이자 쿠줄라 카드피세스의 손자이며, 카니슈카 대제의 아버지였다.
비마 카드피세스는 아프가니스탄과 인도 북서부 방면으로 영토를 더욱 확장시켰으며, 여러 지역에서 일련의 동전을 발행하고 비문을 새기도록 했다. 그는 기존의 동화 및 은화 외에도 새롭게 금화를 발행했다.

### 카니슈카(c. 127~150)
쿠샨의 네 번째 황제인 카니슈카의 통치는 서기 127년부터 약 23년 동안 지속되었다. 그의 즉위와 동시에, 카니슈카는 남쪽으로는 우자인과 쿤디나, 동쪽으로는 파탈리푸트라에까지 이르는 광범위한 지역(사실상 북인도 전역)을 통치했다.
ταδo αβo ιωγo χþoν(o) αβo [ι] ιυνδo φρoαγδαζo αβo þατριαγγε þαoρε αγιτα κoo-
1년째에, 그것이 인도 *(크샤트리아 왕국) 전체에 선포되었다.

αδηανo oδo ι oα(σ)πo oδ(o) [ι ζ]αγηδo oδo ι κωζ(αµ)βo oδo ι παλαβoτρo oιδρα α αβo ι ζιριτ-
그 지역은 쿠나데아노(쿤디나)와 오제노(우자인)와 자게다(사케타)와 코잠보(카우샴비)와 팔라보트로(파탈리푸트라)와 지리탐보(스리캄파)까지.

αµβo σιδηιανo πρoβαo oδo µανδαρσι ζαopανo αβo ι σινδo ωσταδo oτη(ι)α αρoυγo
그가 유언장에 언급한 통치자와 다른 *(중요한 사람들) [그들이 가지고 있었을지도 모른다], 그리고 그는 모든 것을 바쳤다.— 라바탁 비문 5~7행 번역문

그의 영토는 푸루샤푸라(현재 파키스탄 북서부의 페샤와르)와 인도 북부의 마투라, 이 두 수도에서 관리되었다. 그는 또한 (라자 다브 왕과 함께) 펀자브의 바틴다에 엄청난 고대 요새 킬라 무바라크를 건설한 것으로도 유명하다.
쿠샨족은 또한 그리스에서 중국에 이르는 예술 작품들로 구성된 "베그람 보물"이 발견된 바그람(그 당시에는 카피사로 알려짐)에 여름 수도를 두었다. 라바탁 비문에 따르면, 카니슈카는 사다슈카나의 손자이자 비마 카드피세스의 아들이며, 쿠줄라 카드피세스의 증손자였다. 카니슈카의 통치는 이제 일반적으로 해리 포크의 획기적인 연구에 기초하여, 대개 127년 무렵에 시작된 것으로 받아들여지고 있다. 그의 시대는 쿠샨 왕국이 쇠퇴할 때까지 약 1세기 동안 쿠샨인들에 의해 달력의 기준으로 사용되었다.

### 후비슈카(c. 150~180)
후비슈카(쿠샨어: Οοηϸκι 오오이슈키)는 쿠샨의 제 5대 황제이자 카니슈카의 후계자로, 부친이 사망한 후(150년 무렵의 것으로 보이는 가장 상태가 좋은 증거로 추정) 바수데바 1세가 왕위를 계승하기까지 약 30년 동안 쿠샨 제국을 통치했다. 그의 통치는 제국의 긴축과 통합의 시기였다. 특히 그는 재위 초기에 마투라 방면에 대한 더 큰 통제권을 행사하기 위해 시간과 노력을 들였다.

### 바수데바 1세(c. 190~230)
바수데바 1세(쿠샨어: Βαζοδηο 바조데오, 중국어: 波調 보다이아오)는 마지막 "위대한 쿠샨인"이었다. 그는 마지막으로 위대했던 쿠샨 황제로, 그의 치세의 끝은 사산 페르시아인들의 북서 인도 침입 그리고 서기 240년경 현재 아프가니스탄, 파키스탄, 인도 북서부 일부를 아우르는 쿠샨-사산 왕조 또는 쿠샨샤의 창건 시기와 일치한다.

### 바시슈카(c. 247~267)
바시슈카는 카니슈카 2세 이후 20년간 통치한 것으로 보이는 쿠샨 황제였다. 그의 통치는 마투라, 간다라, 산치에서 기록되어 있으며, 22년 비문(Vakushana의 산치 비문)과 28년 비문(Vasaska-Vasishka의 산치 비문)을 비롯하여 그의 이름으로 새겨진 몇 개의 비문들은 카니슈카 2세 시대로 거슬러 올라간다.

### 소쿠샨국
서부(박트리아는 쿠샨-사산 왕조에게 상실)와 동부(마투라는 굽타 제국에게 상실)에서의 일련의 영토적 축소에 이어, 몇몇의 "소쿠샨인"들이 알려져 있는데, 그들은 수도를 탁실라에 두고 펀자브 일대를 지배했다. 소쿠샨국의 통치는
- 바수데바 2세 (270~300)
- 마히 (300~305)
- 샤카 (305~335)
- 키푸나다 (335~350)

까지 이어졌으며, 아마도 그들은 350년대 무렵 키다라의 파괴적인 침입으로 쿠샨 통치의 마지막 잔재가 사라지기 전까지 굽타 제국의 봉신이었다.

## 쿠샨 신들
비록 중국인들은 쿠샨을 두고 여전히 '대월지'라고 칭했지만, 이것을 근거로 쿠샨족이 월지의 후예라고 단언하는 것은 다소 무리가 있다. 중앙아시아 지역의 개방성 및 연결성, 그리고 다양한 민족 및 국가들과의 교류와 전쟁을 거치면서 쿠샨 문화가 복합적인 양상을 띠었기 때문이다. 실제로 쿠샨 화폐에는 중앙아시아의 유목 문화적 요소, 그리스-박트리아 왕국의 헬레니즘적 요소, 여기에 인도 현지의 문화까지 혼재되어 있는 것이 확인된다. 한편 이를 통해 쿠샨족의 종교적인 판테온은 약 30개 이상으로 매우 다양했으며, 그리스와 페르시아, 인도의 신들을 다수 포함하고 있었음을 알 수 있다. 왕조 초기에는 헬레니즘 문화의 영향으로 그리스 신들의 이름이 그리스어로 자주 동전에 새겨졌으나, 카니슈카의 통치 기간 동안 동전의 언어는 박트리아어로 바뀌었다(다만 그리스 문자가 사라지지는 않았음). 후비슈카의 다음 시대부터 쿠샨 제국이 쇠락하기 시작하면서, 동전에 등장하는 신들은 두 명밖에 남아있지 않게 되었다.
주화에 묘사된 이란 신들은 다음과 같다.
- 아르독쇼 (Αρδοχþο): 아시 방후히
- 아샤익쇼 (Aþαειχþo, "최고의 의리"): 아샤 바히슈타
- 아트쇼 (Αθþο, "왕실의 불"): 아타르[60]
- 파로 (Φαρρο, "왕실의 빛"): 크바레나흐
- 루아스파 (Λροοασπο): 드바라스파
- 마나오바고 (Μαναοβαγο): 보우 마나흐[61]
- 마오 (Μαο, "달의 신"): 마흐
- 미트로 (Μιθρο, Μιιρο, Μιορο, Μιυρο): 미트라
- 모즈두아노 (Μοζδοοανο, "승리의 마즈다?"): 마즈다 *바나[60][62]
- 나나 (Νανα, Ναναια, Ναναϸαο): variations of pan-Asiatic Nana, Sogdian Nny, 아나히타[60]
- 오아도 (Οαδο): 바타
- 오악쇼 (Oαxþo): "옥수스"
- 오오로모즈도 (Οορομοζδο): 아후라 마즈다
- 오르랑그노 (Οραλαγνο): 이란 신앙에서의 전쟁의 신 베레트라그나
- 리슈티 (Ριϸτι, "바로세우다"): 아르슈타트[60]
- 샤오레오로 (Ϸαορηορο, "최고의 왕권", 전형적인 통치자): 크샤트라 바이리야[60]
- 티에로 (Τιερο): 티르

다음은 그리스 신화 및 헬레니즘적 혼합주의와 관련된 신들이다.
- 자우 (Ζαοου):[63] 제우스
- 엘리오스 (Ηλιος): 헬리오스
- 에파에스토스 (Ηφαηστος): 헤파이스토스
- 오아 넨도 (Οα νηνδο): 니케
- 살레네 (Ϲαληνη):[64][65][66][67] 셀레네
- 아네모스 (Ανημος): 아네모스
- 에라킬로 (Ηρακιλο): 헤라클레스
- 사라포 (Ϲαραπο): 그리스-이집트 신 사라피스

다음은 인도 토착 신앙과 관련된 신들이다.
- 봇도 (Βοδδο): 부처
- 샤카마노 봇도 (Ϸακαμανο Βοδδο): 석가모니불
- 메트라고 봇도 (Μετραγο Βοδδο): 미륵/보살
- 마세노 (Μαασηνο): 마하세나
- 스칸도-코마로 (Σκανδο-kομαρο): 스칸다-쿠마라
- 비자고: 비샤하[68]
- 옴모: 시바의 배우자 우마야.[68]
- 오에쇼 (Οηϸο): 오랫동안 시바를 의미하는 것으로 여겨져 왔으나, 오늘날에는 아베스타 신인 바유로도 확인된다.[69][70][71][72][73]
- 후비슈카의 이름으로 발행된 두 개의 동화에는 "가네샤"라는 명칭이 새겨져 있지만, 그 초상화에는 전형적인 형태의 가네샤 대신 안에 끈과 화살이 든 통과 활을 들고 있는 궁수의 모습이 묘사되어 있다. 이것은 일반적으로 루드라를 묘사한 것이지만, 이 두 동전의 경우에는 시바를 상징하는 것으로 추정된다.

쿠샨족 신도들의 그림
- 서기 3세기 무렵 박트리아에서 제작된 그림. 한 신도가 제우스/세라피스/오르마즈드와 함께한 모습을 묘사한 것이다.[74]
- 마찬가지로 서기 3세기 무렵 박트리아에서 제작된 그림. 이번에는 파로와 함께하고 있는 신도의 모습이 보인다.[74]
- 시바/오에쇼와 함께 하고 있는 신도가 그려진 그림.[74]
- 박트리아에서 발견된, 시바/오에쇼의 모습이 그려진 한 벽화.[75]

"쿠샨 주화 및 인장에 등장하는 신들"
- 후비슈카의 금화에 등장하는 마하세나
- 4개의 얼굴을 가지고 있는 오에쇼
- 리스티 또는 리옴[76][77]
- 마나오바고
- 파로
- 아르도크쇼
- 오에쇼 또는 시바
- 황소와 함께 있는 오에쇼/시바
- 스칸다와 비샤하
- "ΑΔϷΟ(adsho)", 아타르를 나타낸 카닐리언 쿠샨 인장. 트리라타나의 상징은 왼쪽에, 카니슈카 대제의 왕조 표식은 오른쪽에 위치해 있다.
- 카니슈카 대제의 금화. 그리스 문자로 "Boddo(봇도)", 부처가 새겨져 있다.
- 헤라클레스
- 부처
- 비마 카드피세스의 동전. 오른쪽의 동전 뒷면에 새겨진 인물은 오에쇼/시바,[70][71][78] 또는 조로아스터교의 바유라고 추정된다.[79]

## 쿠샨과 불교

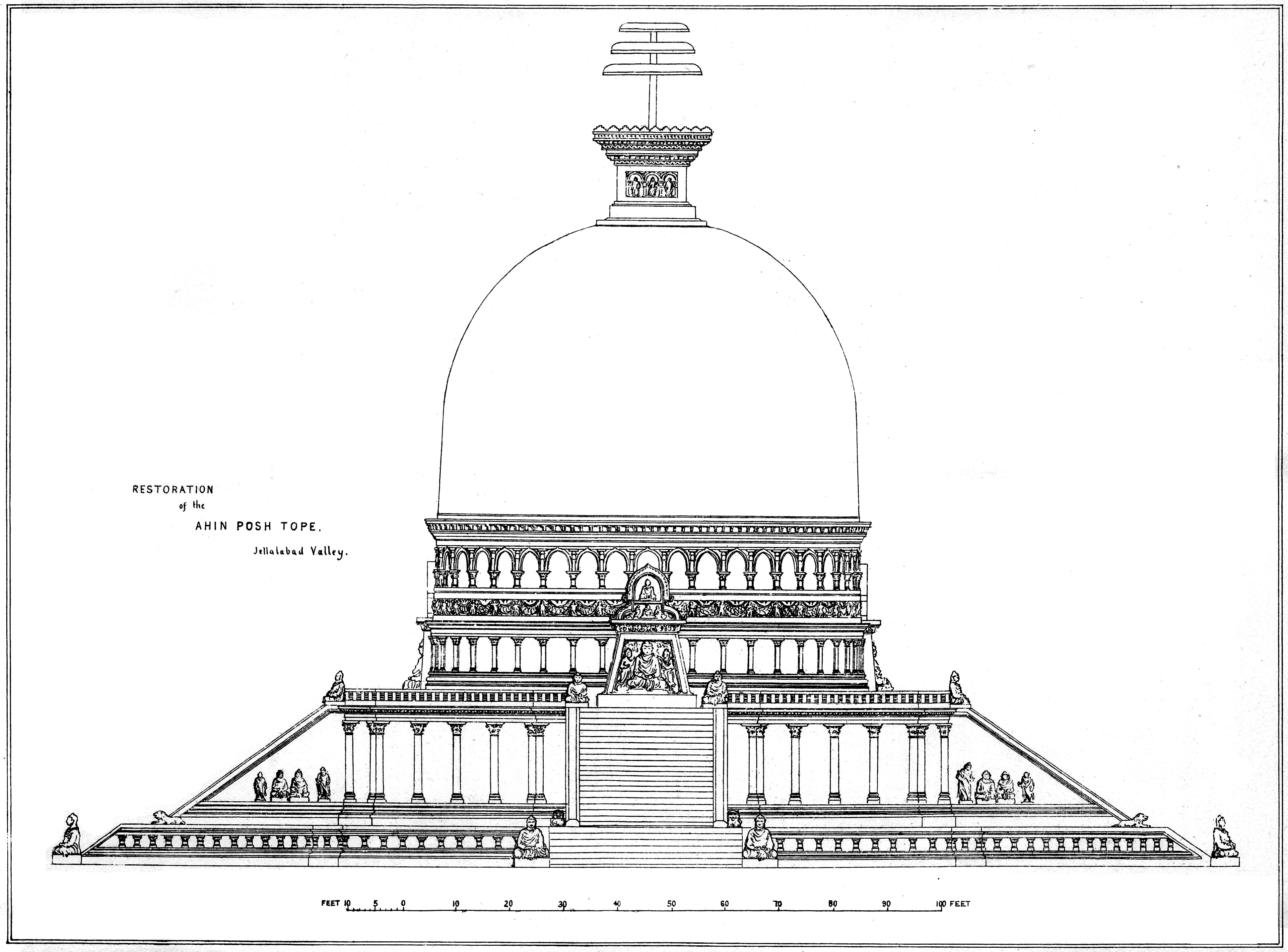
아힌 포슈 스투파는 서기 2세기 무렵 쿠샨 제국의 치하에서 건설되었는데, 그 안에서 쿠샨과 로마 황제의 동전이 발견되었다.

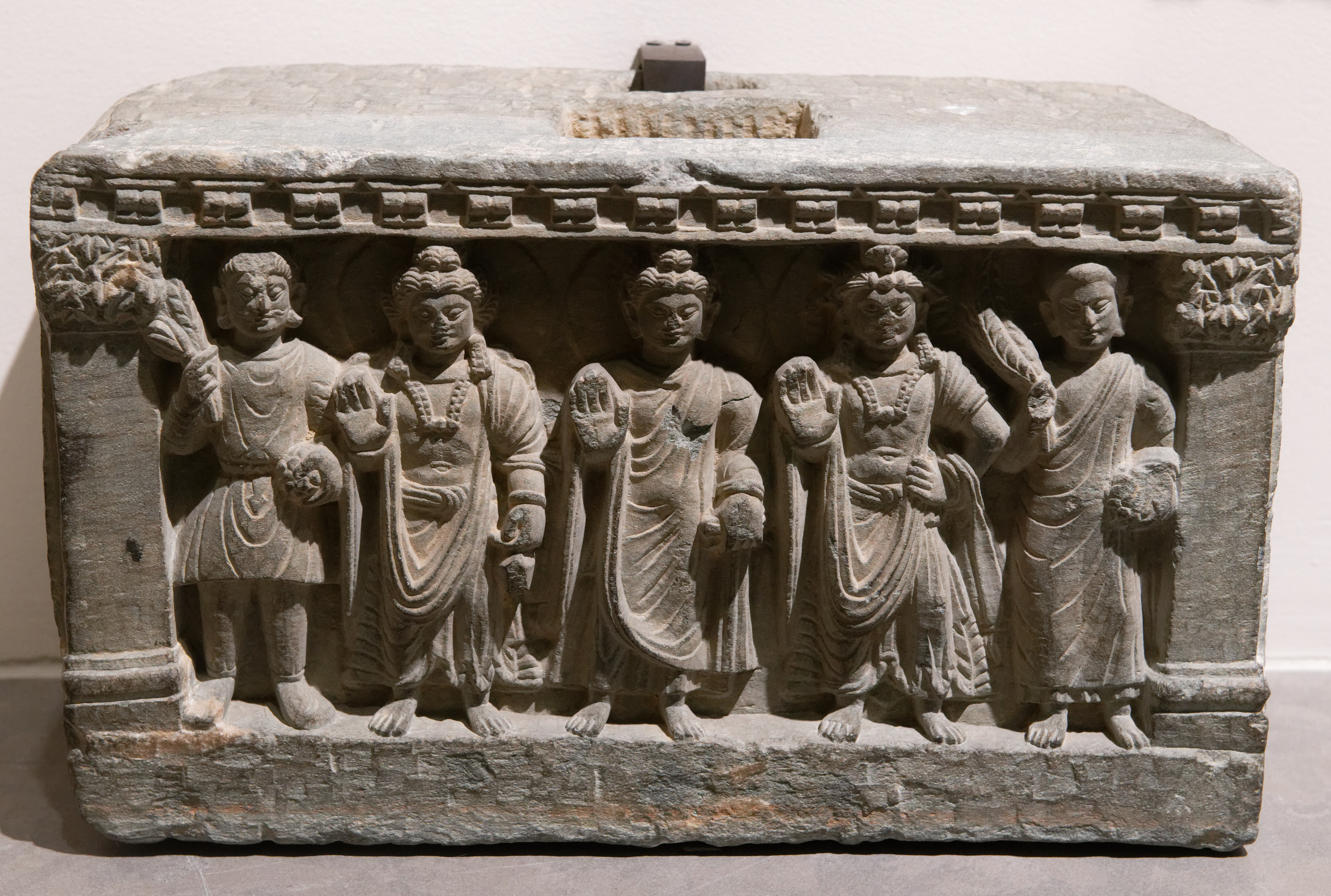
쇼토락 수도원 유적지에서 발견된 석재 부조. 불교와 관련된 인물들을 차례대로 조각해 놓았다. 왼쪽에서 오른쪽으로:
쿠샨 신도, 미륵, 부처, 관음보살, 그리고 스님. 2~3세기 무렵에 제작된 것이다.

쿠샨족은 그들이 대체한 인도-그리스 왕국의 그리스-불교 전통을 계승했고, 불교에 대한 막대한 후원은 그들이 상업적인 강국으로 성장하는 기반이 되어주었다. 1세기 중반에서 3세기 중반 사이, 쿠샨족의 후원을 받은 불교는 실크로드를 통해 중국과 다른 아시아 국가들에게로 확산되었다.
카니슈카는 카슈미르에서 위대한 불교 평의회(승가)를 소집한 것으로 불교 전통에서 유명하다. 메난드로스 1세, 아소카, 하르샤와 함께, 그는 이 지역(인도)에서 불교를 부흥시킨 왕들 가운데 한 명이었으며, 오늘날 불교에서 가장 위대한 기여자 중 한 명으로 여겨진다.
佛涅槃後四百年 迦膩色加王贍部召集五百應眞士 迦濕彌羅釋三藏[...]

부처님께서 열반하신 지 4백 년 뒤에, 가니색가왕이 섬부주에서 5백의 응진사를 불러모아 가습미라에서 삼장을 해석했다...(중략)— 『아비달마대비바사론』 200권

其後健陁羅國迦膩色迦王，如來滅後第四百年，因脅尊者請諸聖衆，內窮三藏、外達五明者，得四百九十九人，及尊者世友，合五百賢聖於此結集三藏。

그 뒤 건다라국(健陀羅國)의 가니색가왕은 여래께서 입멸하신 지 4백 년이 되던 해에, 협존자(脇尊者)의 요청으로 모든 성중(聖衆) 중에서 안으로 삼장(三藏)을 깊이 연구하고 밖으로 5명(明)에 통달한 자를 모았다. 그래서 승려 499명과 존자 세우(世友)를 얻었다. 이렇게 5백 명의 현성(賢聖)이 모이자 여기에서 삼장을 결집하게 되었다.— 『대당대자은사삼장법사전』제2권

서기 1세기 동안, 불교 서적은 쿠샨의 승려들과 그들의 무역상 후원자들에 의해 제작되고 운반되었다. 또한 중국과 아시아의 다른 지역에서 오는 육로를 따라 수도원들이 설립되고 있었다. 불교 서적의 발달로, 간다라에서는 새로운 문자 언어가 생겨났다. 간다라는 아프가니스탄 동부와 파키스탄 북부에 걸쳐져 있었는데, 학자들은 이 지역에서 간다라어가 포함된 수많은 불교 두루마리를 발견했다고 보고했다.
고빈도 나가르와 함께 현재 마투라 박물관에서 있는 2세기 조각상의 바닥 부분에 있는 아미타불은, 후비슈카의 치세에도 여전히 불교가 번성했다는 최초의 서예적 증거가 되어 주었다. 이 조각상은 후비슈카가 통치한 지 28년이 되던 해에 만들어진 것으로 추정되며, 한 상인 가족들에 의해 아미타불에게 바쳐졌다. 또한 후비슈카 스스로가 대승불교의 열렬한 추종자였다는 증거도 있다. 쇼옌 모읍집의 산스크리트어 원고 일부분은 후비슈카를 "마하야나(대승불교)에서 출발한" 사람으로 묘사한다.
12세기의 역사 연대기인 『라자타랑기니』는 쿠샨 왕들의 통치와 불교에 대한 그들의 자비에 대해 자세히 언급한다.
शापस्य शान्तिभवितेत्यूचिरे च भ्रसादिता हष्कञ्चष्ककनिष्काख्याख्यस्तत्रैव पाथिवा[...] तुरूष्कान्वयोद्धूता अपि पुण्याश्चया सपा शुष्कठेनादिदेरोषु मरचेत्यादि चक्रिरे. प्राज्ये राज्यक्षणे तेषां प्राय कदमीरमण्डलम्‌  भोज्यमास्ते स बौद्धानां भ्रव्ज्योजिततेजसाम्‌. तदा भगवत शाक्यसिंहस्य परनिचरैते अस्मिन्मदीरोकधातौ साधं वर्षां ह्यगात्‌. बोधिसच्वश्च दे रोसिन्नेको भूमीश्वरोभवत्‌.

그리고 바로 이 땅에서, 도시의 창시자들은 자신의 호칭을 따서 후스카, 우스카, 카니스카라는 세 명의 왕을 불렀다[...] 이 왕들은 비록 튀르크 인종에 속했지만, 경건한 행위로 피난처를 찾았다. 그들은 수스칼레트라와 다른 곳들의 수도원들, 기도원 및 그와 유사한 건물들을 지었다. 그들 왕조의 영광스러운 기간 동안, 카슈미르 왕국은 포기를 함으로써 정욕을 얻은 불교도들 대부분의 안락함이었다. 150년 동안 이 지상세계에서 축복받은 샤카 심하의 열반이 지나간 것이 바로 이 때이다. 그리고 이 나라에서는 보살이 이 땅의 유일한 최고의 통치자였다. 그는 사다르하드바나에 살았던 유명한 나가르주나였다.— 『라자타랑기니』p. 23~24, I168-I173

## 쿠샨 미술
쿠샨 패권의 기로에 있는 간다라의 예술과 그 문화는, 그리스-불교 예술의 전통을 발전시켰으며 서양인들에게 쿠샨의 영향을 가장 잘 표현해 주었다. 간다라에서 쿠샨을 직접적으로 묘사한 것은 여러 방면에서 알려져 있는데, 이들은 튜닉, 벨트, 바지를 착용하고 있고 불교의 헌신적인 추종자로 묘사되어 있다. 한편 여기에는 보살과 미륵불 조각상이 포함된다.
밴저민 롤랜드(Benjamin Rowland)에 따르면, 쿠샨 예술의 첫 번째 표현은 기원전 2세기 말의 칼차얀에서 나타난다. 그것은 헬레니즘 미술, 그리고 아마도 아이 하늠과 니사와 같은 도시의 토착 미술로부터 유래되었고, 후대의 간다라 미술과 분명하게 유사성을 가지고 있었으며, 심지어 그것의 발전의 기원이 되었을 수도 있다. 롤랜드는 특히 칼차얀과 간다라 미술에서 공통적으로 드러나는 민족 유형의 유사성과 초상화 양식 자체에 주목한다. 예를 들어, 롤랜드는 칼차얀에서 발견된 월지 왕자상과 간다라에서 발견된 보살 두상 사이에서 큰 근접성을 발견했다. 간다라 보살 두상과 쿠샨 통치자 헤라이오스의 초상화가 유사하다는 점 역시 눈에 띄인다. 마지막으로, 롤랜드는 칼차얀의 박트리아 미술이 쿠샨인들의 후원 덕분에 간다라 미술에 영향을 받으면서 몇 세기 동안 그 지역에서 살아남았다고 말한다.
쿠샨 제국 시대 동안, 간다라의 많은 미술품들은 그리스, 시리아, 페르시아 및 인도에서 제작된 인물 관련 미술품들의 특징과 매우 유사성을 지닌다. 이러한 서양적으로 보이는 스타일의 특징은 종종 무거운 드레이퍼리와 곱슬머리를 포함하는데, 이것은 그 작품에 여러 문화가 혼재되어 있음을 시사할 수 있다.
쿠샨인들이 마투라 지역을 장악하면서 마투라 미술이 상당히 발전했으며, 그 무렵에 부처의 서 있는 모습을 묘사한 조각상이 대량으로 제작되었는데, 이는 기원전 2세기 말의 바르후트 또는 산치에서 시작된 불교의 교리적인 변화가 당시 불교 조각상에 만연했던 상징주의에서 벗어나도록 한 점에 힘입은 것으로 보인다. 그러나 그리스와 인도의 헬레니즘적인 영향으로 쿠샨인들의 예술적·문화적인 영향력은 점진적으로 감소를 거듭했다.

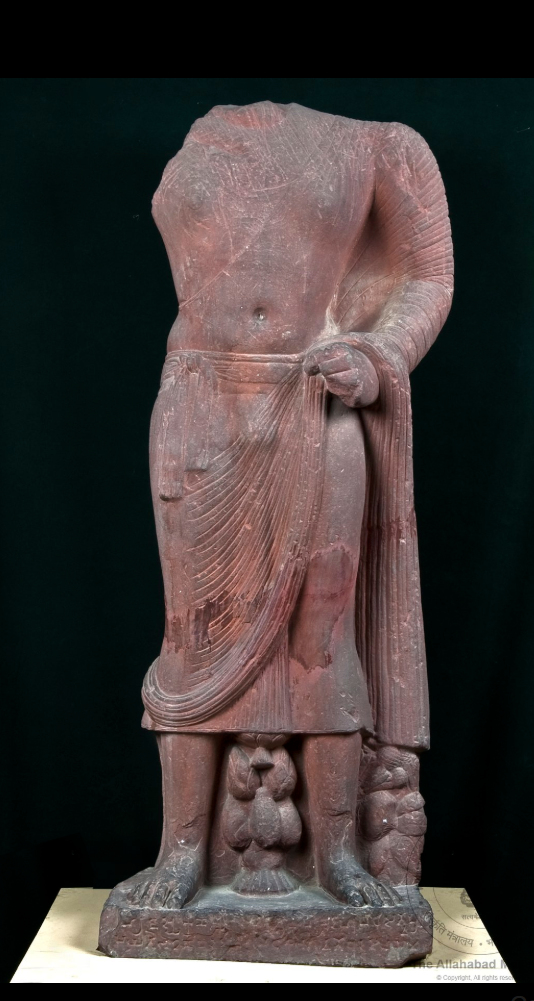
카니슈카 1세: "카니슈카 2년" (AD 129)이라 새겨진 보살 석상. 카우샴비에서 발견됨.
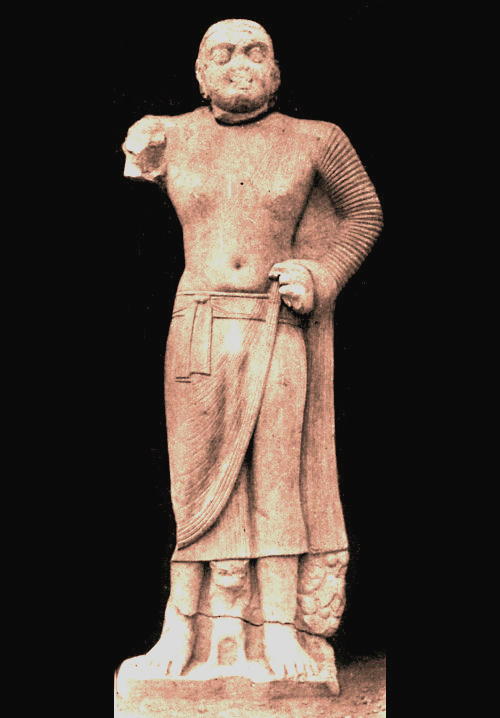
카니슈카 1세: "카니슈카 3년" (AD 130)이라 새겨진 발라 보살 석상. 사르나트에서 발견됨.
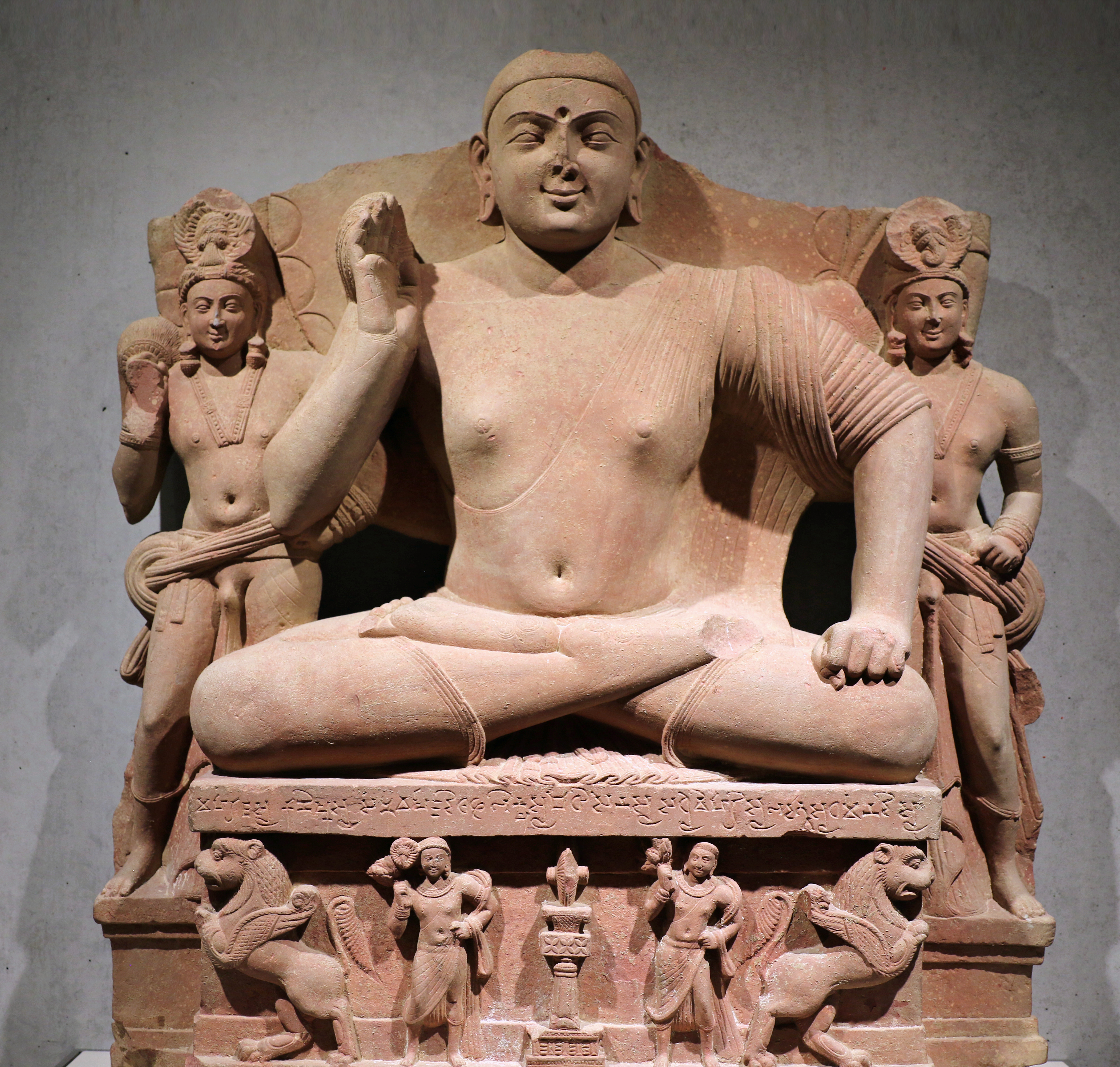
카니슈카 1세: "카니슈카 4년" (AD 131)이라 새겨진 킴벨 보살좌상.[n 23][95][96] 또 다른 유사한 조각상에는 "카니슈카 32년"이라 새겨져 있었다.
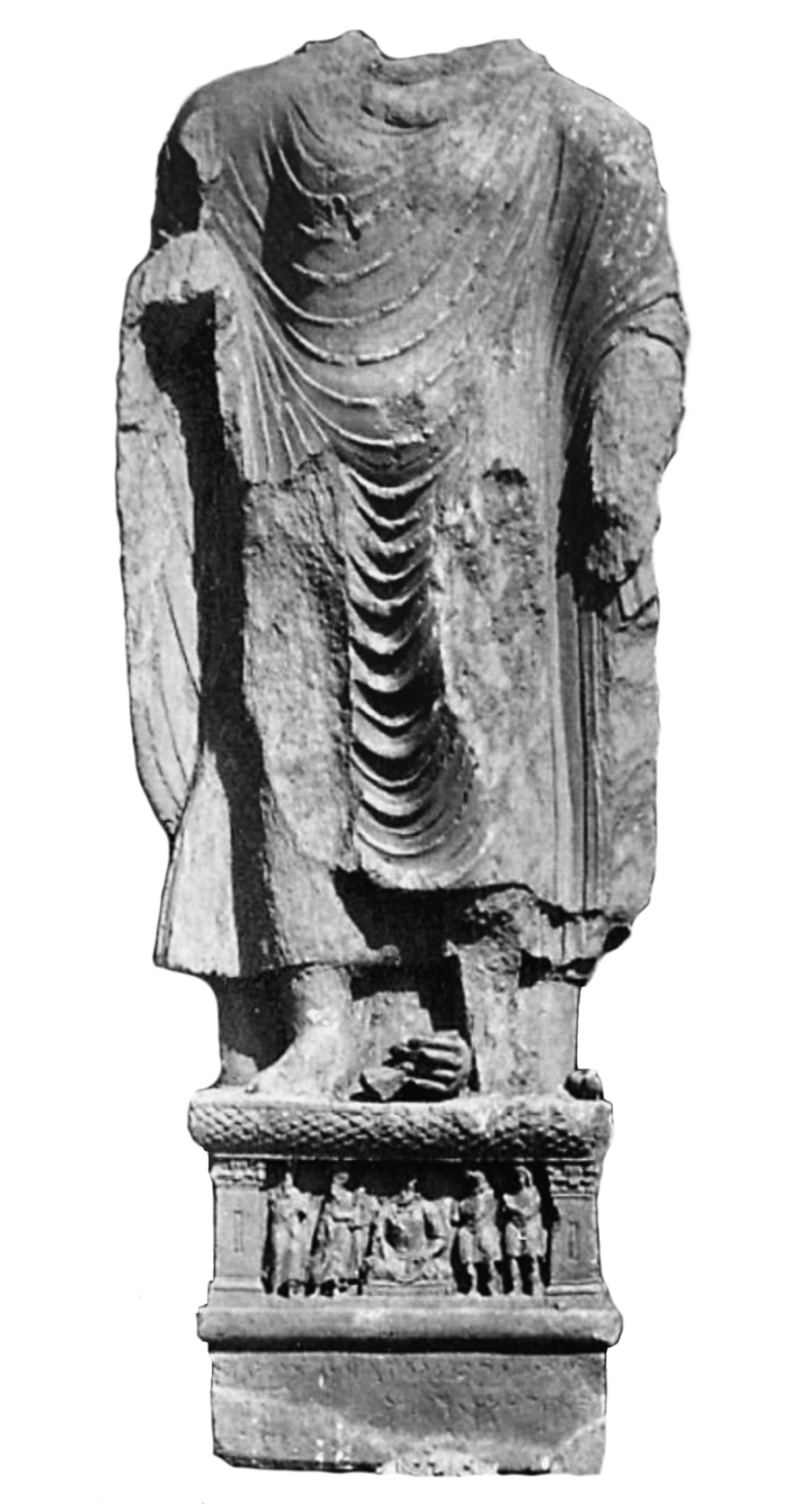
카니슈카 1세: 야바나력 "318년"(AD 143)이라고 언급한 글귀가 새겨진, 로리얀 탕가이에서 발견된 불상.
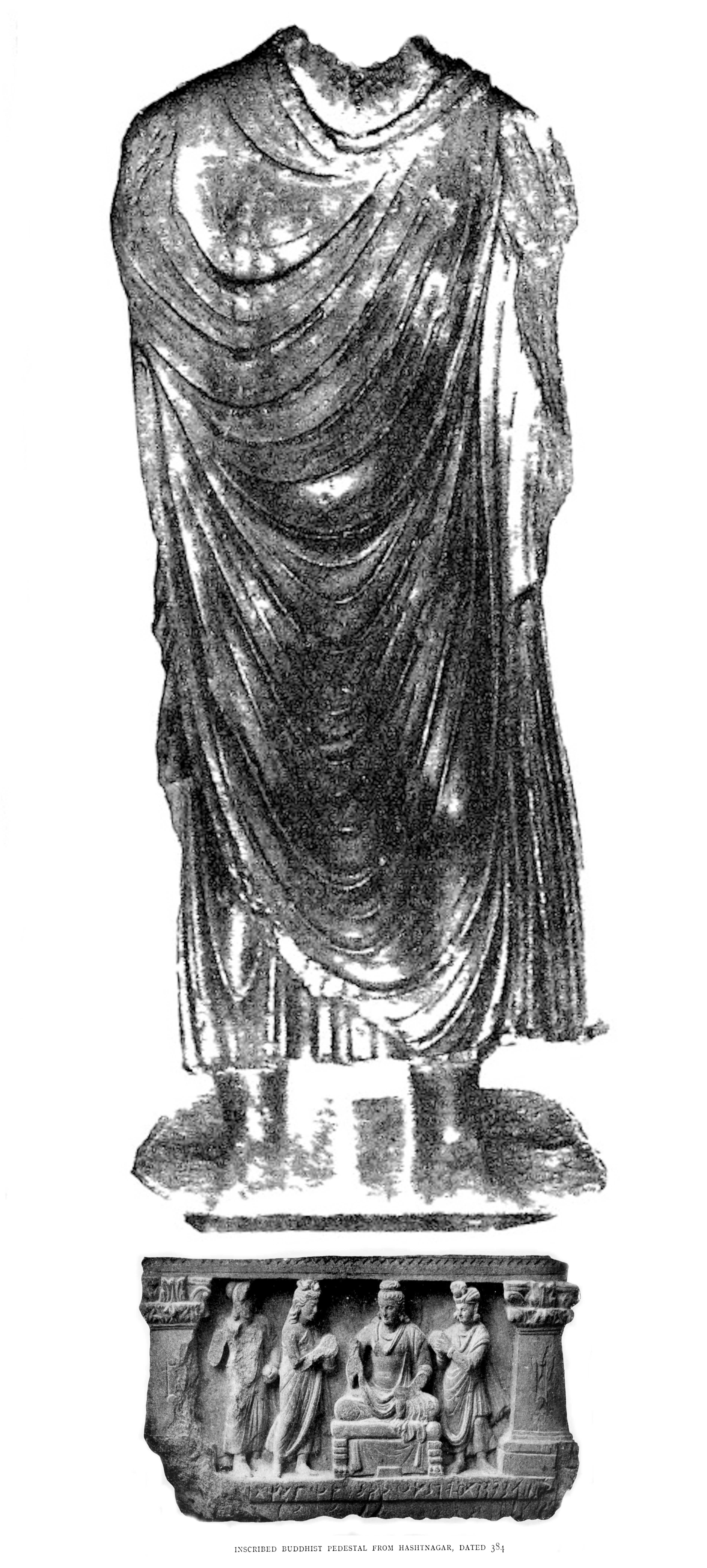
바수데바 1세: 야바나력 "384년"(AD 209)이라고 언급한 글귀가 새겨진, 하슈트나가르에서 발견된 부처 석상과 그 밑기둥.
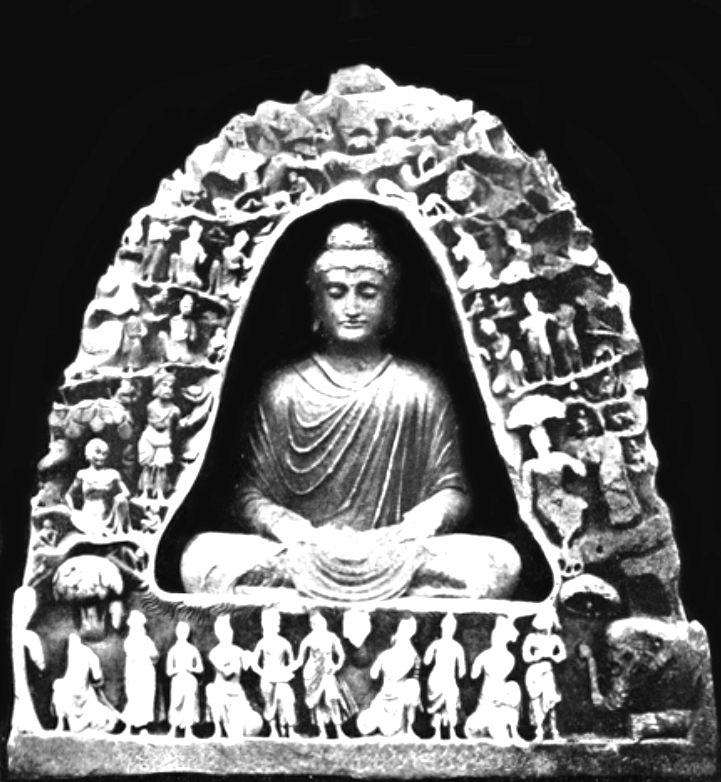
바수데바 1세: 아마도 카니슈카 시대 (AD 216)를 언급한, 마마네 드헤리에서 발견된 부처 석상.
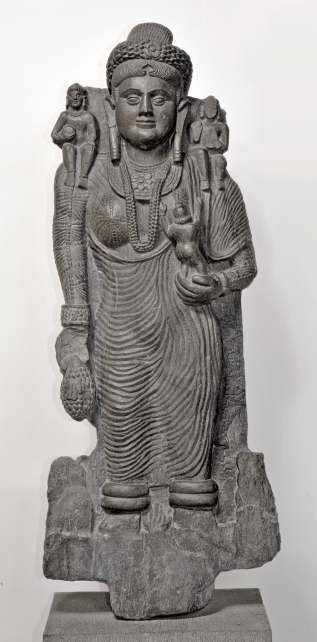
카니슈카 2세: 야바나력 "399년"(AD 244)이라 새겨진 하리티 조각상. 간다라의 스카라 드헤리에서 발견되었다.

### 쿠샨 화폐 제도

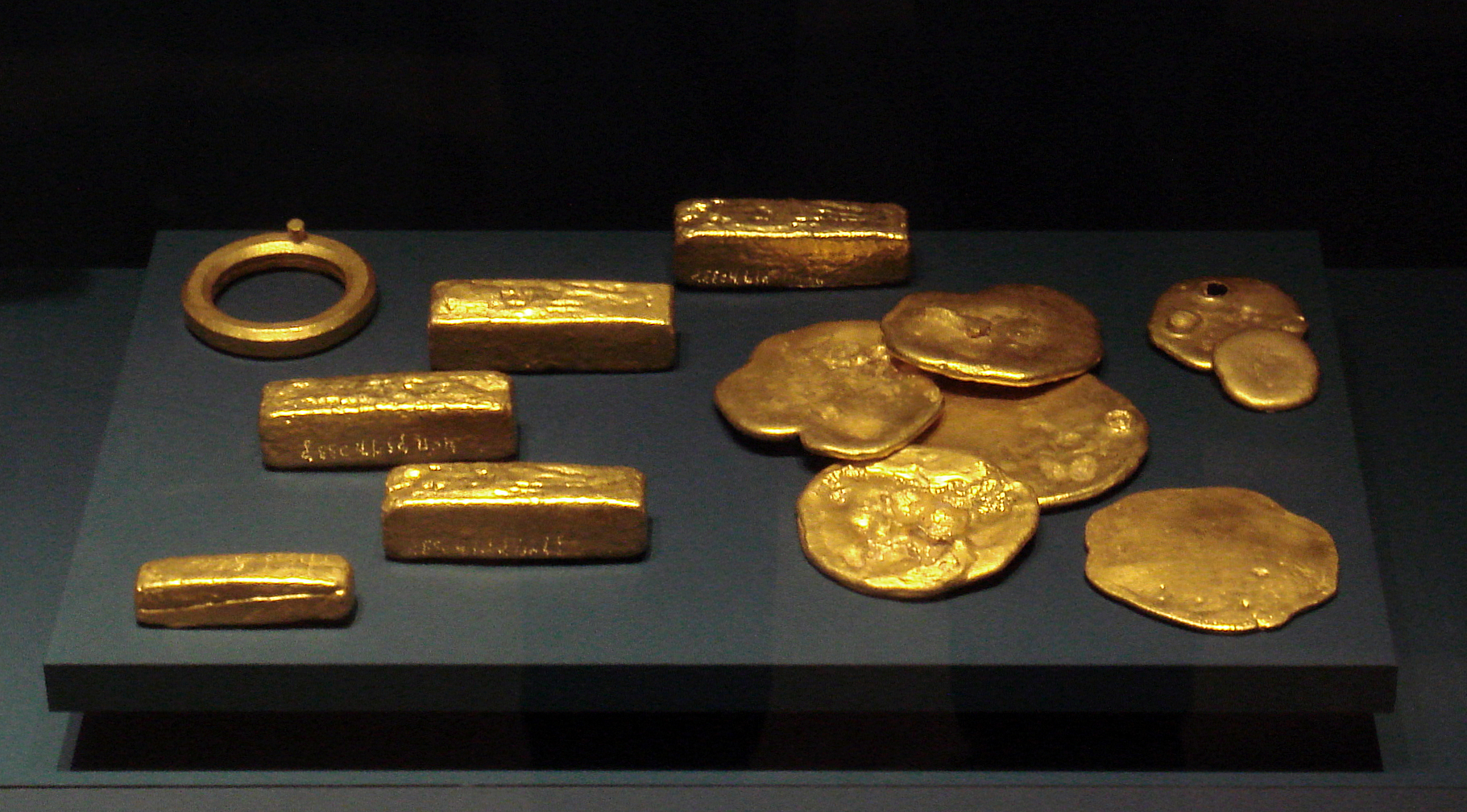
달베르진 테페에서 발견된 쿠샨 금괴와 각종 보물. 1세기 무렵에 제작된 것으로 추정.

쿠샨인들은 1972년 달베르진 테페에서 발견된 보물들(오른쪽 이미지 참조)에서 알 수 있듯이, 금괴를 화폐 체계의 일부로 사용했다. 가장 많이 발견된 것은 원형과 직육면체 주괴였고, 그 다음으로는 다양한 장식품과 보석류 등의 순서였다.원형 주괴는 거래에 필요한 양에 따라, 또는 개인의 필요에 따라 점진적으로 절단되어 사용되었다. 이와 대조적으로, 직육면체 주괴는 절단하여 사용할 수 없는 형태로서, 주로 부를 축적한 것을 표시하는 데에 사용되었으며, 카로슈티 문자로 그 무게와 미트라(계약의 신)을 언급하는 글귀를 새겼다. 이 주괴들은 모두 쿠샨 제국의 화폐 제도에서 기인한다.
쿠샨인들의 동전은 광범위한 지역에서 풍부하게 발견되며, 각 쿠샨 통치자들을 널리 알리는 데 중요한 선전 도구였다. 쿠샨 동전 중 하나의 명칭은, 로마식 이름인 데나리우스에서 본뜬 디나라였다. 쿠샨 동전은 서쪽으로는 쿠샨-사산인에서부터 동쪽으로는 벵골의 사마타타 왕국까지 유통되었으며, 그들은 이것을 모방하여 동전을 주조했다. 굽타 제국의 동전도 처음에는 쿠샨인들의 그것에서 유래했으며, 사무드라굽타의 인도 북서부 정복 이후에는 그들의 무게 기준과 기술 및 디자인을 공식적으로 채택했다. 다만, 굽타 주화에 대한 이미지는 그리스-로마 양식과 페르시아 양식이 대부분이었던 이전의 쿠샨 왕조에 비해 양식과 주제 모두에서 더 인도 양식에 가까워졌다.
쿠샨 동전에 포함된 금은 궁극적으로 로마의 것이며, 로마와 무역하는 과정에서 그들의 동전이 수입되어 이것을 녹인 뒤 쿠샨 동전을 주조했다고 오랫동안 여겨져 왔다. 그러나 최근 양성자 활성화 분석을 통한 미량 원소에 대한 고고학적인 정밀 분석 연구 결과, 쿠샨 금화가 고순도의 백금과 팔라듐을 함유하고 있는 것으로 밝혀져 이 가설은 배제되고 있다. 쿠샨 금화의 기원은 아직도 알려지지 않고 있다.

## 외교

### 로마와의 접촉
로마에서는 2세기에 박트리아 제국에서 온 사절에 대한 언급이 나오는데, 아마 쿠샨 왕조를 두고 쓴 기록일 것이다.
『히스토리아 아우구스타』 중 하드리아누스 황제에 대해 기술한 부분에서는 다음과 같은 내용이 등장한다.
Reges Bactrianorum legatos ad eum, amicitiae petendae causa, supplices miserunt.

박트리아 왕들은 그에게 사신을 보내어 우정을 간청했다.

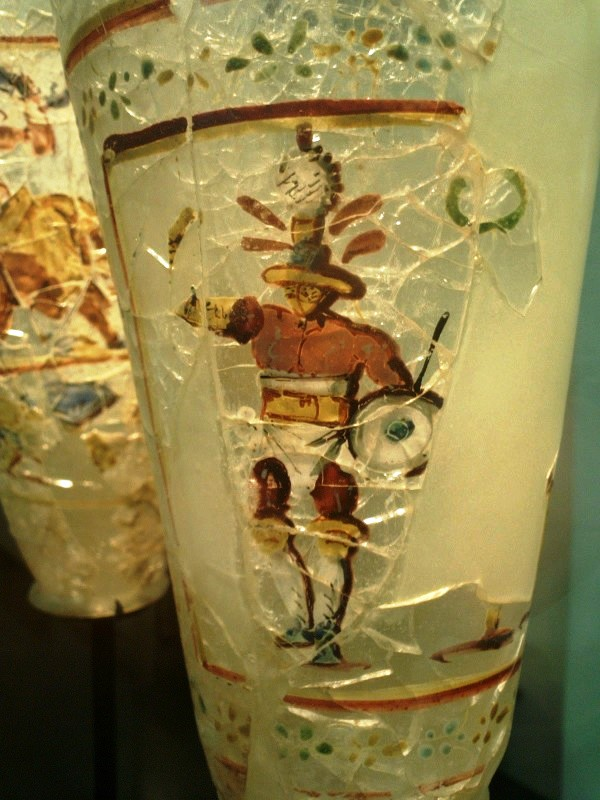
바그람에서 발견된, 유리 그릇에 그려진 그리스-로마 검투사. 2세기 무렵에 제작됨.

또한 138년에 아우렐리우스 빅토르와 아피아노스의 기록 요약본에 따르면, 하드리아누스의 후계자 안토니누스 피우스는 인도, 박트리아, 히르카니아에서 온 사절단들을 접견했다고 한다.
일부 쿠샨 동전에는 "로마"라는 비유가 있어, 로마 제국에 대한 쿠샨인들의 강력한 인식 수준과 함께 두 국가가 어느정도의 외교 관계를 맺고 있었음을 알 수 있다.
쿠샨 제국의 여름 수도이자 주요 항구 도시인 바그람에는 로마 제국으로부터 수입된 상당한 양의 상품, 특히 다양한 종류의 유리 공예품이 있었다. 이것은 중국 측의 기록인 『후한서』에서 자세하게 등장한다.
天竺國一名身毒, 在月氏之東南數千里[...] 又有細布·好毾㲪·諸香·石蜜·胡椒·薑·黑鹽. 和帝時, 數遣使貢獻, 後西域反畔, 乃絕. 

천축국. 일명 신독이라고도 하며 월지의 동남쪽 수천 리 되는 곳에 있다...(중략) 서쪽으로는 대진과 통하여 대진의 진기한 물건들이 있다. 또한 곱고 가늘게 짜여진 삼베(細布)와 좋은 양탄자(毾㲪), 여러 향료와 석밀, 후추(胡椒), 생강(薑), 검은 소금(黑鹽) 등이 있다.— 『후한서』118권 서역전 78제

大秦國一名犂鞬, 以在海西, 亦云海西國. 地方數千里, 有四百餘城[...] 與安息·天竺交巿於海中, 利有十倍.

대진국. 일명 이건이라고도 한다. 바다 서쪽에 있기 때문에 해서국이라고도 부른다...(중략) 안식, 천축과 바다 가운데에서 교역하며 그 이익은 10배가 남는다.— 『후한서』118권 서역전 78제

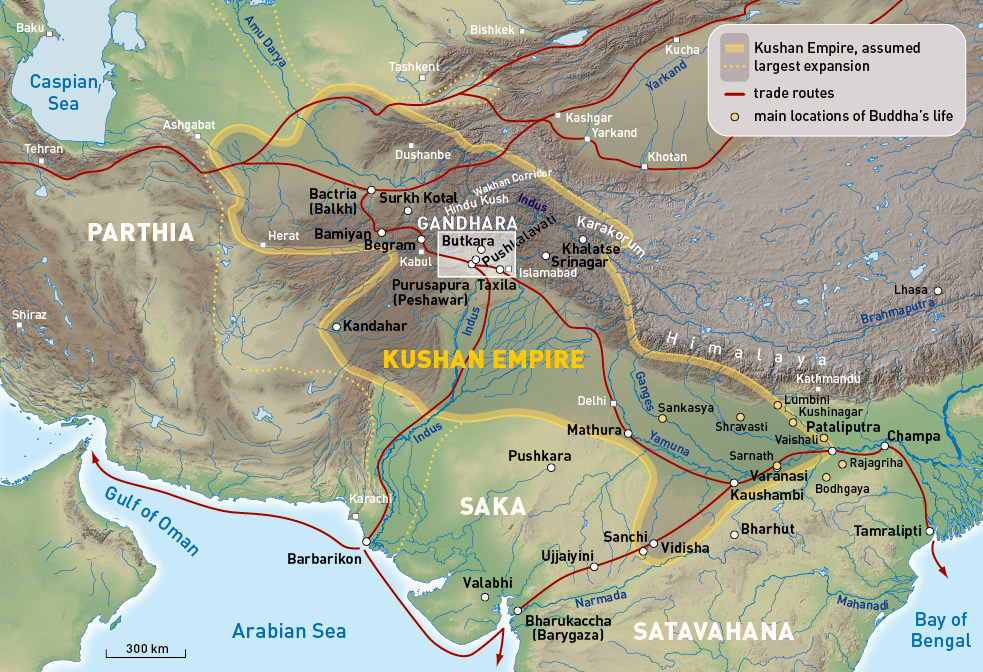
쿠샨 제국의 최대 영토와 무역로 및 주요 도시를 표현한 지도.

쿠샨 제국이 남쪽으로 팽창함에 따라 인더스 강 하구와 아라비아해 연안의 항구 도시들이 쿠샨 치하에 편입되었는데, 이들은 로마 제국과 해상 무역을 활발하게 전개하여 막대한 이익을 가져다주었다. 또한 쿠샨 왕조는 무역을 통한 세수 증대를 목적으로 오늘날의 아프가니스탄, 파키스탄 해안 지방, 인도 북서부를 아우르는 도로망을 건설하고 안전하게 관리하였으며, 결과적으로 제국의 핵심 지역이었던 호라산, 트란스옥시아나와 북인도가 유기적으로 연결되었다. 특히 오늘날 우타르프라데시와 비하르 지방에 위치한 도시들이 잉여 농산물을 수출하면서 많은 혜택을 보았다.
1~3세기 사이에 로마 제국의 경제력이 절정에 달하면서 제국 영내에서 인도산 수입품 및 동방 향신료와 사치품에 대한 수요가 폭증했으며, 이에 맞춰 구자라트와 신드 지역의 항구 도시들은 인도양, 홍해를 항해하는 그리스-페르시아인 무역상들을 통해 물산을 수출하고 구매 대금으로 로마 은화를 받으며 번영을 누렸다. 이들의 부는 상인들이 주로 믿는 불교와 자이나교의 부흥으로 이어졌는데, 그와 맞물려 카니슈카가 불교에 관심을 가지고 이를 대대적으로 후원하면서 쿠샨 제국의 영토 각지로 불교가 급속히 전파되었다.

### 중국과의 접촉
한나라와 대월지(쿠샨)가 처음으로 접촉한 것은 기원전 130년대 후반으로, 흉노에 대항할 동맹을 구하기 위해 한 무제가 장건을 서쪽으로 파견하면서 이루어졌다. 그 무렵 대월지는 흉노에게 패배하여 서쪽으로 이동한 뒤, 한창 박트리아를 정복하고 있던 중이었다. 장건은 대월지에 도달하여 동맹을 제안했으나, 그들이 정착한 땅은 비옥하고 주변에 위협이 될만한 적수가 없어 흉노에게 복수할 뜻을 버린 상태였으므로 이는 성사될 수 없었다.
大夏在大宛西南二千餘里嬀水南. 其俗土著, 有城屋, 與大宛同俗. 無大(王)[君]長, 往往城邑置小長. 其兵弱, 畏戰. 善賈市. 及大月氏西徙, 攻敗之, 皆臣畜大夏[...]

대하는 대완의 서남쪽으로 2천여 리 떨어진 곳에 있으며 규수의 남쪽에 있습니다. 그 풍속은 정착생활이고 성곽과 가옥이 있으며, 대완과 동일한 풍속을 갖고 있습니다. 대군장(大君長)은 없지만 때때로 성읍에 작은 우두머리[小長]가 두어집니다. 그 군대는 약하고 싸우기를 두려워하지만, [사람들은] 장사는 잘합니다. 대월지가 서쪽으로 도망쳐와서 그들을 쳐서 패배시키고, 대하를 모두 신속[臣畜]케 하였습니다...— 『사기』 123권 대완열전 63제

大月氏在大宛西可二三千里, 居嬀水北. 其南則大夏, 西則安息, 北則康居. 行國也, 隨畜移徙, 與匈奴同俗. 控弦者可一二十萬. 故時彊, 輕匈奴, 及冒頓立, 攻破月氏, 至匈奴老上單于, 殺月氏王, 以其頭爲飲器. 始月氏居敦煌·祁連閒, 及爲匈奴所敗, 乃遠去, 過宛, 西擊大夏而臣之, 遂都嬀水北, 爲王庭[...]

대월지는 대완의 서쪽으로 대략 2~3천 리 떨어진 곳에 있으며, 규수(嬀水)의 북쪽에 거주하고 있습니다. 그 남쪽은 곧 대하요, 서쪽은 곧 안식(安息)이며, 북쪽은 곧 강거입니다. 이동국가이고 가축을 따라 옮겨다니며 풍속은 흉노와 동일합니다. 활을 당길 수 있는 사람이 대략 10~20만 명입니다. 그런 까닭에 강성함을 믿고 흉노를 가볍게 보았는데, 묵특(冒頓)이 들어서자 월지를 공파했습니다. 흉노의 노상(老上) 선우에 이르러 월지왕을 죽이고 그 머리로써 술마시는 그릇을 삼았습니다. 처음에 월지는 돈황(敦煌)과 기련(祁連)사이에 살았으나 흉노에게 패배하게 되자 멀리 도망쳐, 대완을 지나서 서쪽으로 대하를 공격하여 신하로 삼았습니다. 마침내 규수의 북쪽에 도읍을 정하고 왕정(王庭)으로 하였습니다...— 『사기』 123권 대완열전 63제

대월지에서 1년을 머문 장건은 귀국길에 올랐으나, 흉노에게 붙잡혀 몇 년 간 억류당해 있다가 기원전 126년경에 간신히 한나라로 돌아올 수 있었다. 당시 장건은 대월지를 비롯한 서역 국가들에 대한 정보를 한 무제에게 보고하였고, 그 내용은 사마천이 저술한 『사기』대완열전에 수록되었다.
비록 대월지와 한나라의 군사동맹은 성립되지 못했으나, 장건의 사행 이후로 양국 간에 한동안 교류가 이루어졌던 것 만큼은 분명해 보인다. 특히 대월지를 통해 중국에 불경이 전해졌다는 기록이 존재한다는 점이 흥미롭다. 이에 따르면 전한 애제 시기인 기원전 2년, 대월지왕의 사신인 이존(伊存)이 한나라의 박사제자 경로(景盧)에게 구술로 부도경(浮屠經, 붓다의 경전)을 전수하였다고 언급한다.
임아국...(중략) 한나라 애제(哀帝) 원수(元壽) 원년(전2)에 박사제자(博士弟子)였던 경로(景盧)가 대월지왕의 사신인 이존(伊存)으로부터 부도경을 입으로 전수받았는데, 거기에 ‘다시 일어설 자가 바로 그 사람이다’라는 내용이 있었다.— 『삼국지』위서 30권 오환선비동이

이후 규수 북쪽에 왕정을 두었다는 대월지가 어떻게 되었는지는 기록의 부재로 명확히 알 수 없다. 다만 사마천의 『사기』이후에 편찬된 『한서』에 따르면, 대하 일대에 5명의 흡후(翎侯)가 있어 대월지에 복속되었다고 하는데, 이후의 중국 문헌들은 이들을 대월지의 분파 혹은 대월지와 동일한 세력으로 간주하였다.
다시 몇십년이 지나서 후한 시대에 이르러 다시 대월지가 중국 측 사료에 등장하는데, 그에 따르면 구취각이라는 인물이 다른 네 흡후들을 멸하고 스스로 왕위에 올라 국호를 귀상(貴霜)으로 했으며, 주변 국가들을 정벌했다는 기록이 보인다. 이 무렵의 월지인들은 서방 사료에서 '쿠샨'으로 알려지기 시작했으나, 중국에서는 여전히 그들을 '대월지'라고 불렀다.
그러나 흉노와 대결하면서 적극적으로 서역 진출을 모색했던 전한과 달리, 후한은 '삼통삼절三絶三通'이라는 표현이 말해주듯이 중앙아시아와의 관계가 그리 원활하고 지속적이지 못했는데, 이것은 안제 때에 이르러 후한의 서역도호부가 폐지되면서 중국의 서역진출이 좌절되었기 때문이기도 하지만, 전한 시대에 비해 후한 시대의 중국인들이 서역 경영에 그다지 관심과 필요성을 느끼지 못해서였을 수도 있다. 특히 이전의 전한 시대에 비하면 서역 방면에 대한 사료의 양이 급격하게 감소하며, 그에 따라 쿠샨 왕조에 대한 기록 역시 미비하거나 아예 등장하지 않는다.
다만 후한 시대에 서역도호로 큰 명성을 떨친 반초(班超)가 쿠샨 왕조와 동일세력으로 추정되는 월지와 접촉한 기록이 남아있다. 당시 월지는 후한의 반초에게 협력하기도 하였고 때로는 무력으로 충돌하기도 하였다.
是時月氏新與康居婚，相親，超乃使使多齎錦帛遺月氏王，令曉示康居王，康居王乃罷兵，執忠以歸其國，烏即城遂降於超。

이때에 이르러, 월지는 더불어 새롭게 강거와 혼인을 맺어 서로 친하게 지냈는데, 이에 반초는 탄식하며 월지왕에게 많은 비단을 주고 그로 하여금 새벽에 강거왕이 군대를 철수하도록 했다. 그가 충성하며 본국으로 돌아가니, 오즉성이 마침내 반초에게 항복하였다.

[...]

初，月氏甞助漢擊車師有功，是歲貢奉珍寶、符拔、師子，因求漢公主。超拒還其使，由是怨恨。永元二年，月氏遣其副王謝將兵七萬攻超。超衆少，皆大恐。超譬軍士曰：「月氏兵雖多，然數千里踰葱領來，非有運輸，何足憂邪？但當收穀堅守，彼飢窮自降，不過數十日決矣。」謝遂前攻超，不下，又鈔掠無所得。超度其糧將盡，必從龜茲求救，乃遣兵數百於東界要之。謝果遣騎齎金銀珠玉以賂龜茲。超伏兵遮擊，盡殺之，持其使首以示謝。謝大驚，即遣使請罪，願得生歸。超縱遣之。月氏由是大震，歲奉貢獻。

일찍이, 월지는 앞서 한나라가 차사(車師)를 치는 데 공이 있었는데, 올해(88)에 보배, 부발, 사자를 바치면서 한의 공주를 요구했다. 반초는 극구 거절하며 사신을 돌려보냈고, 이로 말미암아 원한이 있었다. 영원 2년(90), 월지는 부왕 사(謝)를 시켜 7만 장병을 거느리고 반초를 치도록 했다. 반초의 무리가 적어 모두가 크게 두려워 하였다. 반초가 군사들에게 설명하며 말하기를, "비록 월지의 병사는 많으나, 몇 천리에 걸쳐 총령을 넘어서 왔으니 [먹을거리 등을] 싣고 날아온 것이 없을 터인데, 걱정할만한 것이 무엇이냐? 다만 곡식을 거둬들이고 굳게 지키기만 한다면 저들은 쪼그라지도록 굶주려서 스스로 [허리를] 굽힐 것이니 몇 십일을 못넘기고 끝이 날 것이다." 사(謝)는 드디어 들어서서 반초를 공격했으나 떨구지 못했으며, 또 노략질(鈔掠)을 해도 얻는 것이 없었다. 반초는 저들의 식량이 머지않아 다할 것을 헤아렸다. [저들이] 틀림없이 구자(龜茲)에게서 도움을 찾을 것이라 하여  곧 병사 몇 백으로 하여금 동쪽 가장자리 끝에서 이를 맞이하게 했다. 아니나 다를까, 사(謝)는 기병을 시켜 금, 은, 옥구슬(珠玉)을 가져다가 구자에게 뇌물로 주려고 보냈다. 반초는 숨어있던 병사로 이들을 가로막고 쳐서 모조리 죽이고, 그 사자의 목을 가져다가 사(謝)에게 보여주었다. 사(謝)는 크게 놀라, 곧 사자를 보내어 허물을 빌면서 살아서 돌아가기를 바란다고 했다. 반초는 이들을 풀어서 보내주었다. 월지는 이로 말미암아 크게 흔들려 해마다 조공을 바쳤다.— 『후한서』47권 반양열전(班梁列傳) 중

오랜 세월이 흐른 후, 후한이 멸망하고 위나라(魏)가 들어선 후인 태화 3년(229)에 이르러 대월지왕 파조(波調)가 사자를 보내 봉헌하자 이에 위나라가 그에게 "친위대월지왕"(親魏大月氏王)이라는 칭호를 주었다는 것 이외에 쿠샨과 중국의 교류를 보여주는 기록은 전해지지 않는다.  그 외에 중국 측의 기록에 따르면 3세기 경에 이르러 월지가 천축 동남쪽의 거리국(車離國)에까지 세력을 미쳐서 그들로부터 세금을 받았다고 언급한다.
癸卯，大月氏王波調遣使奉獻，以調為親魏大月氏王.

12월 24일, 대월지왕 파조(波調)가 사자를 보내어 공물을 바치자, 파조를 '친위대월지왕(親魏大月氏王)'으로 삼았다.— 『삼국지』3권 위서 명제기(明帝紀) 중

車離國一名禮惟特, 一名沛隸王, 在天竺東南三千餘里, 其地卑溼暑熱．其王治沙奇城, 有別城數十, 人民怯弱, 月氏·天竺擊服之．其地東西南北數千里, 人民男女皆長一丈八尺, 乘象·橐駞以戰, 今月氏役稅之.

거리국(車離國).일명 예유특(禮惟特)이라고 하며, 일명 폐예왕(沛隸王)이라고도 한다. 천축의 동남쪽 3천여리 되는 곳에 있고, 그 토지는 낮고 습하며 덥다. 그 왕의 치소는 사기성(沙奇城)이며 그 밖에도 수십개의 성이 있다. 백성들은 겁약하여 월지와 천축이 그들을 공격하여 복속시킨다. 그 지방은 동서남북이 수천 리에 이르며, 사람들 남녀의 키는 1장 8척이고, 코끼리와 낙타를 타고 전투를 한다. 지금은 월지가 [그들을] 부리며 세금을 거두고 있다.— 『삼국지』30권 위서 오환선비동이

이러한 일련의 사건들을 계기로 양국 간의 문화 교류가 더욱 활발해졌고, 로칵세마를 포함하여 수많은 쿠샨의 승려들이 낙양 및 난징과 같은 도시를 방문하여 그곳에 불교를 전파했으며, 특히 그곳에서 소승불교 및 대승불교 경전을 중국어로 번역하는 작업을 후원함으로써 전적으로 불교의 실크로드 전파에 크게 기여했다.

## 쇠퇴 및 멸망

### 쿠샨-사산 왕국의 설립
225년 바수데바 1세가 사망한 이후 쿠샨 제국은 서부와 동부로 나뉘어졌다. 서쿠샨국(아프가니스탄)은 곧 페르시아에서 발흥한 사산 제국에 복속되었으며 소그디아나, 박트리아, 간다라 일대를 상실했다. 사산 제국의 샤한샤 샤푸르 1세(재위: 240~270)은 카바예 자르토슈트 비문에 그가 "파슈키부르(푸루샤푸라)"까지 이르는 쿠샨족의 영토를 소유하고 있으며, 페르시아의 영역이 박트리아, 힌두쿠시, 심지어 더 남쪽에까지 이르렀다고 언급하고 있다. 이것은 최근 아프가니스탄에서 발견된 라그 이 비비 비문으로도 확인된다.
...[나는] 에런샤흐르의 통치자이며, (그리스 민족의) 땅을 소유하고 있다. 이는 페르시스와 팔라브와 후제스탄과 메샨과 아소레스탄과 노드아르닥시라간과 아두르바다간과 아라바이스탄과 아트로파테네와 아르메니아, 이베리아, 세간, 아란, 발라사간, 캅카스 산맥, 알바니아/알라니아의 입구까지,

그리고 파디슈와르가의 모든 산맥에서 구르간과 메르브와 하르브와 아바르샤르와 키르만과 사카스탄과 투르기스탄과 마크란과 파라단과 힌드, 쿠샨샤흐르, 파슈키부르, 이아, 소그디아, 차흐의 산부터 바다의 반대편인 마존샤르까지의 모든 지역이다.— 카바예 자르토슈트 비문 내용 중 샤푸르 1세의 영토를 열거한 구절

마침내 사산인들은 서쿠샨국을 쿠샨샤(박트리아어: KΟÞANΟ ÞAΟ Koshano Shao), 또는 쿠샨-사산 왕국이나 인도-사산 왕국이라 알려진 봉신국으로 대체했다. 쿠샨-사산인들은 호르미즈드 1세 쿠샨샤(재위: 277~286)의 치세에 전성기를 구가했고 본국인 사산 제국에 반란을 일으켰으며, 특히 그들의 칭호를 새긴 동전 주조에서 볼 수 있듯이 쿠샨 문화의 많은 측면들을 계속해 나갔다.

### 소쿠샨국과 굽타 종주권
"소쿠샨국"이라고도 알려진 동쿠샨국은 펀자브에 기반을 두고 있었다. 쿠샨족의 갠지스 평원에 대한 패권이 붕괴되면서, 그 지역에서는 야우데야와 같은 270개가 넘는 지역 토착 왕조들이 독립을 주장하기 시작했다. 그리고 4세기 중반에, 그들 대부분은 사무드라굽타 치하의 굽타 제국에게 복속되었다. 사무드라굽타는 알라하바드 기둥에 새겨진 그의 비문에서 "데바푸트라 샤히 샤하누샤히Dēvaputra-Shāhi-Shāhānushāhi"가 이제 그의 통치하에 있으며, 그들이 "자위적인 항복"을 바쳤다고 선언한다. 즉, 그들은 사무드라굽타에게 자신의 딸을 보내 혼인을 맺고 자신의 지역을 굽타 종주권에 편입하는 것에 동의하며, 굽타 제국의 지방으로서의 행정적인 통치를 받겠다는 것을 인정했다는 것이다. 이것은 알라하바드의 비문이 세워질 때까지 쿠샨족이 펀자브에서 여전히 지배권을 유지하고 있었지만, 굽타 황제의 종주권 하에 있었다는 것을 암시한다.
이 지역에서 발견된 화폐로 미루어보아, 동쿠샨국의 세력은 상당히 미약했으며 이전의 쿠샨 제국 시대에 비해 대단히 약화되었을 것이다. 은화는 완전히 폐기되었으며, 금화는 그 품질이 매우 떨어졌는데, 이는 동쿠샨인들이 사치품과 금을 공급·유통하는 무역로에서 중심 역할을 완전히 상실했음을 암시한다. 그래도 간다라의 불교 미술은 여전히 번성했으며, 탁실라 근처에는 시르수크와 같은 도시들이 계속 세워졌다.

### 사산, 키다라, 알촌의 침입
350년경, 사산 샤한샤 샤푸르 2세는 동부에서 반독립적으로 활동하던 쿠샨-사산 왕국을 상대로 우위를 되찾았고, 오늘날의 아프가니스탄과 파키스탄 일대의 드넓은 영토를 장악했는데, 이것은 아마도 키다라족 침입에 의한 쿠샨-사산인들의 파괴의 결과일 것이다. 탁실라에서 인더스 강 사이의 지역에서의 사산 동전의 중요한 발견은 샤푸르 2세(재위: 309~379)와 샤푸르 3세(재위: 383~388)부터만 시작되는데, 이는 인더스 너머의 사산 지배권의 확장이 암미아누스 마르켈리누스가 묘사한 350~358년 "시온족 및 쿠샨족"과 샤푸르 2세 사이에 벌어진 전쟁의 결과였음을 시사한다. 아마도 그들은 키다라 통치 하의 키다라족들이 그 지역에서 부상할 때까지 지배권을 유지했을 것이다.
360년 무렵, 키다라라는 이름의 한 키다라족 통치자가 쿠샨-사산 왕국과 옛 쿠샨 왕조의 잔당들을 모두 무너뜨리고 키다라 왕국을 세웠다. 그 지역에서 발견되는 쿠샨 양식의 키다라 주화는 그들이 쿠샨의 후계자임을 주장했다는 것을 나타낸다. 키다라인들은 그들의 전임자보다는 규모가 작지만 오히려 더 번성했던 것으로 보인다. 한편 펀자브 동쪽, 즉 쿠샨 제국의 이전 동쪽 영토는 강력한 굽타 제국에 의해 지배되었다.
북서쪽의 키다라족 치하에 있던 쿠샨 문화의 잔재들은 궁극적으로 5세기 말에 알촌 훈족 및 네자크 훈족의 침입으로 모조리 전멸하고 말았다.

## 쿠샨 군주
| 귀상 흡후 (쿠샨 왕국) | 귀상 흡후 (쿠샨 왕국) | 귀상 흡후 (쿠샨 왕국) | 귀상 흡후 (쿠샨 왕국)                                                                                            | 귀상 흡후 (쿠샨 왕국) |
| --- | --- | --- | --- | --------------------- |
| ? | ? | 사파드비제스 | 서부 박트리아의 왕. 때때로 월지족으로 여겨지기도 함.                                                             |                       |
| ? | 1~30 | 헤라이오스 | 귀상 흡후, 또는 초대 쿠샨 왕.                                                                                    |                       |
| 대쿠샨국 (쿠샨 제국) | | | |                       |
| 1 | 50~90 | 쿠줄라 카드피세스 | 초대 쿠샨 황제. 주변 국가들에 대한 소규모의 정복 활동을 단행했다.                                                |                       |
| 2 | 90~113 | 비마 탁토 "소테르 메가스Soter Megas" (위대한 구원자) | 2대 쿠샨 황제. 『후한서』에 따르면, 그가 인도를 정복함으로써 쿠샨 제국이 매우 부유해졌다고 한다.                 |                       |
| 3 | 113~127 | 비마 카드피세스 | 3대 쿠샨 황제. 그의 치세에 북서부 인도 대부분이 쿠샨인들에게 정복되었으며, 간다라 미술 양식이 발전하기 시작했다. |                       |
| 4 | 127~151 | 카니슈카 1세 | 4대 쿠샨 황제. 그의 치세에 쿠샨 제국은 전성기에 도달하였으며 경제, 예술, 문화적인 부분에서도 번영을 구가했다.    |                       |
| 5 | 151~190 | 후비슈카 | 5대 쿠샨 황제. 그의 치세는 쿠샨 제국의 평화와 안정기를 상징한다.                                                 |                       |
| 6 | 190~230 | 바수데바 1세 | 6대 쿠샨 황제이자 "마지막 위대한 쿠샨 황제." 그의 치세의 말엽은 사산인들의 북서부 인도 침입 시기와 일치한다.     |                       |
| 서쿠샨국 | 서쿠샨국 | 서쿠샨국 | 동쿠샨국 (소쿠샨국)                                                                                              | 동쿠샨국 (소쿠샨국)   |
| 쿠샨-사산 왕국 | 쿠샨-사산 왕국 | 쿠샨-사산 왕국 | 바수데바 1세? |                       |
| 3세기 초, 사산인들은 쇠퇴하던 쿠샨 제국에 침입하여 소그디아나와 박트리아, 간다라 일대를 정복하고 쿠샨-사산 왕국을 세웠다. 사산 제국은 몇몇 황족들을 쿠샨-사산 왕국의 왕, 즉 이 지역의 분봉왕으로 임명하여 통치하게 했는데, 이들은 "쿠샨 사한샤KΟÞANΟ ÞAΟ"를 칭하면서 자신들이 쿠샨 제국의 유산을 계승했음을 분명하게 드러냈다. | 3세기 초, 사산인들은 쇠퇴하던 쿠샨 제국에 침입하여 소그디아나와 박트리아, 간다라 일대를 정복하고 쿠샨-사산 왕국을 세웠다. 사산 제국은 몇몇 황족들을 쿠샨-사산 왕국의 왕, 즉 이 지역의 분봉왕으로 임명하여 통치하게 했는데, 이들은 "쿠샨 사한샤KΟÞANΟ ÞAΟ"를 칭하면서 자신들이 쿠샨 제국의 유산을 계승했음을 분명하게 드러냈다. | 3세기 초, 사산인들은 쇠퇴하던 쿠샨 제국에 침입하여 소그디아나와 박트리아, 간다라 일대를 정복하고 쿠샨-사산 왕국을 세웠다. 사산 제국은 몇몇 황족들을 쿠샨-사산 왕국의 왕, 즉 이 지역의 분봉왕으로 임명하여 통치하게 했는데, 이들은 "쿠샨 사한샤KΟÞANΟ ÞAΟ"를 칭하면서 자신들이 쿠샨 제국의 유산을 계승했음을 분명하게 드러냈다. | 카니슈카 2세 (230?~247)                                                                                          |                       |
| 아르다시르 1세 "쿠샨샤" | 아르다시르 1세 "쿠샨샤" | 아르다시르 1세 "쿠샨샤" | 바시슈카 (247~267)                                                                                               |                       |
| 페로즈 1세 "쿠샨샤" | 페로즈 1세 "쿠샨샤" | 페로즈 1세 "쿠샨샤" | 카니슈카 3세 (267~270)                                                                                           |                       |
| 호르미즈드 1세 "쿠샨샤" | 호르미즈드 1세 "쿠샨샤" | 호르미즈드 1세 "쿠샨샤" | 바수데바 2세 (270~300)                                                                                           |                       |
| 호르미즈드 2세 "쿠샨샤" | 호르미즈드 2세 "쿠샨샤" | 호르미즈드 2세 "쿠샨샤" | 마히 (300~305)                                                                                                   |                       |
| 페로즈 2세 "쿠샨샤" | 페로즈 2세 "쿠샨샤" | 페로즈 2세 "쿠샨샤" | 샤카 (305~335)                                                                                                   |                       |
| 바라란 "쿠샨샤" | 바라란 "쿠샨샤" | 바라란 "쿠샨샤" | 키푸나다 (335~350)                                                                                               |                       |
| 키다라 | | | |                       |
| 360년 무렵, 키다라 1세가 이끄는 키다라인들이 쿠샨-사산 왕국과 옛 쿠샨 왕조의 잔당들을 모두 무너뜨리고 키다라 왕국을 세웠다. 이들 집단의 정확한 연원은 알 수 없으나, 그들 스스로는 쿠샨과 동일한 집단이라고 주장했다. 중국 측 자료에 따르면, 바다흐샨 부근에 거주하던 월지인들이 유연의 거듭된 공격을 받아 서쪽으로 이주한 것이 기다라寄多羅이며, 그들이 페샤와르를 수도로 삼고 현재의 아프가니스탄과 인도 북서부를 지배하게 되었다고 한다. 키다라는 5세기 중엽 에프탈에게 멸망하였다. | | | |                       |

## 같이 보기
- 아프가니스탄의 역사
- 파키스탄의 역사
- 인도의 역사
- 마투라
- 탁실라
- 쿠차
- 카니슈카의 파르티아 전쟁

### 내용주 1
1. 1 2  쿠샨족은 처음에는 행정적인 목적으로 그리스어를 유지했지만 곧 박트리아어를 사용하기 시작했다. 박트리아의 라바탁 비문(1993년 발견, 2000년 해독)은 쿠샨 황제 카니슈카가 행정 언어로써 그리스어(이오니아어)를 폐기하고 박트리아(아리아어)를 채택했다고 기록하고 있다.[1]
2. ↑  

  - 고대 그리스어: Βασιλεία Κοσσανῶν

  - 박트리아어: Κοϸανο, Košano

  - 산스크리트어: कुषाण

  - IAST: Kuṣāṇa

  - 브라흐미어:𑀓𑀼𑀱𑀸𑀡, Kuṣāṇa

  - BHS: Guṣāṇa Vaṃśa

  - 파르티아어: 𐭊𐭅𐭔𐭍 𐭇𐭔𐭕𐭓, Kušan Xšaθr

  - 중국어 정체자: 貴霜 귀상, 병음: Guìshuāng[2]
3. ↑  It began about 127 CE.[6][7][8]
4. ↑  감씨監氏(kam-zie), ‘람씨藍氏’ 혹은 ‘람시藍市’라고도 표기. Chavannes는 바다흐샨을, Tarn은 박트리아의 알렉산드리아를, Pulleyblank는 발흐 동쪽에 있는 Khulm을 지칭하는 것으로 보았다. Hulsewé는 남부 타지키스탄에 있는 Garm일 가능성을 조심스럽게 제기하였다(Hulsewé 1979 : 119).
5. ↑  監氏城에서 捐毒國까지 17日半(1,750리)이고, 捐毒國에서 장안까지 9,860리라고 하였다. 따라서 본문의 11,600리는 11,610리의 오류일지도 모른다.
6. ↑  故彊 : 「大宛列傳」에는 ‘故時彊’이라고 되어 있는데 이는 ‘故恃彊’의 오류이다. 위 본문의 ‘故彊’도 가운데 恃를 삽입해야 할 것이다.
7. ↑  이 내용은 한 명의 국왕이 통치하던 박트리아(大夏)와는 잘 맞지 않는다. 고대 그리스의 지리·역사학자인 스트라본은 스키타이계 유목집단인 아시오이Asianoi, 파시아노이Pasianoi, 토하로이Tokharoi, 사카라울로이Sakaraulai 등이 북방에서 내려와 박트리아 왕국을 붕괴시켰다고 했다. 아마도 이것은 그리스-박트리아 왕국이 멸망하고, 그 일대가 여러 지방 세력으로 나뉘어진 이후의 사정을 말하는 것일 수도 있다. 학자들은 이들 유목집단들을 월지, 오손, 사카 등이 아닐까 추정하기도 한다.
8. ↑  ‘翎侯’는 “翎即翕字”라고 한 顔注처럼 ‘翕侯(xiəp-g’u)’로 읽어야 할 것이다. Pulleyblank에 따르면 이 단어는 토하라어에서 ‘땅, 지방’을 뜻하는 yapoy 혹은 ype라는 말과 연관된 것이라고 하는데, 대체로 학자들은 翕侯가 '야브구'를 옮긴 말로 추정하고 있다(Hulsewé, 1979 : 121). yabghu(葉護)는 shad(設, 啜)와 함께 돌궐제국 시대에 qaghan 다음의 고위 관칭호였다. 大月氏에 복속한 이 다섯 翕侯는 아무다리야 남쪽에 위치하며, 동쪽의 와칸 계곡에서 시작하여 서쪽으로 발흐에 이르기까지 점재點在해 있었던 것으로 추정된다. 翕侯->yabghu의 어원에 대해서는 Frye(1962 : 356-358) 참조.
9. ↑  휴밀休密(xiəu-miet), Marquart에 따르면 와칸 일대를 지칭한다. 이하 각 흡후와 관련된 명칭과 그 위치에 관한 설명은 Hulsewé(1979 : 121-123) 참조하십시오. 그러나 이에 대한 비판은 Daffinà(1982 : 321-323)를 보십시오.
10. ↑  화묵和墨(ɣuâ-mək), 프톨레미의 『지리학』에 나오는 Komedae의 음역으로 보인다
11. ↑  쌍미雙靡(șang-mjie), 치트랄 지방으로 추정된다.
12. ↑  귀상貴霜(kjwei-șiang), 쿠샨의 음역
13. ↑  호조護澡(ɣuo-tsâu), Pulleyblank에 따르면 이 단어의 고음古音, (옛 발음)은 hwax-tsau로 Wakhshab를 음역한 것이고, 이것은 오늘날 아무다리야 상류의 바흐시 강을 가리키는 것으로 추정된다.
14. ↑  힐돈肸頓(xiet-twən), 판지시르 강가에 있는 파르완으로 추정된다.
15. ↑  박모薄茅(p’âk-mau), 유태산(2005 : 124)은 이것이 박제薄第의 오류로 보고, 바다흐샨 일대를 가리키는 것이라고 추정했다.
16. ↑  高附(kâu-b’iu), 카불의 음차로 추정. 『후한서』에는 다섯 번째 흡후로 고부高附가 아니라 도밀都密을 꼽았다. 왕선겸王先謙 역시 대월지가 고부를 장악한 것은 안식安息을 격파한 뒤의 일이니, 고부를 다섯 개의 흡후 안에 포함시키는 것은 오류라고 지적한 바 있다. Pulleyblank는 도밀古音의 고음古音, (옛 발음)을 tah-mlit로 복원했는데, 이것은 Tarmita를 옮긴 말이며 다시 이것은 오늘날 테르메즈를 지칭한다고 추정했다.
17. ↑  몇몇 학자들은 다섯 번째 흡후로 고부高附가 아니라 도밀都密을 꼽았다.
18. 1 2  해독에 중심적인 역할을 한 이 분야의 전문가 Sims-Williams & Cribb (1995–1996)의 해석을 참조하십시오.
19. ↑  라바탁 비문 전문의 번역은 다음을 참조하십시오: Mukherjee (1995). 이 번역은 다음과 같이 인용됩니다: Goyal (2005), 88쪽.
20. ↑  가니색가(迦膩色加): 카니슈카의 음역으로, 계니가(罽膩伽), 단계니타(壇罽膩咤), 할나시할(割尼尸割), 기니슬타(迦膩瑟咤)라고도 한다.
21. ↑  섬부주(贍部洲): 산스크리트어 जम्बुद्वीप (잠부드비파), 브라흐미 문자 𑀚𑀁𑀩𑀼𑀤𑀻𑀧 (잠부디파) 를 음역한 것이다. 염부제비파(閻浮提鞞波)라고도 한다. 섬부/염부/점부는 인도에서 주로 자라는 잠부나무를 의미하며, 원문 그대로 해석하면 '잠부나무의 땅' 정도가 될 것이다. 잠부나무는 지금도 인도를 상징하는 나무 중 하나이다.
22. ↑  가습미라(迦濕彌羅): 카슈미르를 음역한 명칭
23. ↑  Seated Buddha with inscription starting with     𑁕 Maharajasya Kanishkasya Sam 4 "Year 4 of the Great King Kanishka".
24. ↑  毾㲪(t’âp-təng, 탑등): 李賢注는 3세기에 씌여진 『埤蒼』을 인용하여 ‘毛席’이라 하였고, 또한 『釋名』을 인용하여 “大牀 앞에 비치하는 小榻 위에 까는 것”이라는 설명을 붙였다. 毾㲪은 페르시아어 tapetan을 옮긴 것으로 여겨지고 있으며, 오늘날의 카펫과 같은 것이다. Schafer 1963: 198~199 참조.
25. ↑  우리나라에서는 돌 사이에 벌이 모아놓은 질좋은 꿀의 의미로 사용되나, 중국에서는 대개 冰糖(사탕)의 의미로 쓰인다. Schafer 1963: 152~154 참조.
26. ↑  일반적으로 중국에서 로마 제국을 가리킨 명칭.
27. ↑  쿠샨 황제 바수데바 1세로 추정됨.
28. ↑  아마도 촐라 왕조(영어: Chola dynasty)를 가리키는 듯 하다.
29. ↑  지난 쿠샨 통치자들을 일컫는 말로서, 쿠샨 통치자들이 취한 칭호 중 "데바푸트라, 샤오, 샤오나노샤오Dēvaputra-Shāo-Shāonānoshāo(신의 아들, 왕, 왕중의 왕)"이라는 칭호를 변형한 것이다.

### 참조주
1. ↑  Falk 2001, 133쪽.
2. 1 2  Rosenfield 1967, 7쪽
3. ↑  Anonymous. “The History of Pakistan: The Kushans”. 2015년 7월 7일에 원본 문서에서 보존된 문서. 2015년 5월 17일에 확인함.
4. ↑  《Si-Yu-Ki: Buddhist Records of the Western World. The mission of Sung-Yun and Hwei-Săng [by Hsüan-chih Yang] Ta-T'ang si-yu-ki. Books 1–5》. 번역 Samuel Beal. London: Kegan Paul, Trench, Trubner & Co. 1906.
5. ↑  Hill 2009, 29, 318–350쪽.
6. ↑  Falk 2001, 121–136쪽.
7. ↑  Falk 2004, 167–176쪽.
8. ↑  Hill 2009, 29, 33, 368–371쪽.
9. ↑  Runion, Meredith L. (2007). 《The history of Afghanistan》. Westport: Greenwood Press. 46쪽. ISBN 978-0-313-33798-7. The Yuezhi people conquered Bactria in the second century BCE. and divided the country into five chiefdoms, one of which would become the Kushan Empire. Recognizing the importance of unification, these five tribes combined under the one dominate Kushan tribe, and the primary rulers descended from the Yuezhi.
10. ↑  Liu, Xinru (2001). 〈The Silk Road: Overland Trade and Cultural Interactions in Eurasia〉.   Adas, Michael. 《Agricultural and pastoral societies in ancient and classical history》. Philadelphia: Temple University Press. 156쪽. ISBN 978-1-56639-832-9.
11. 1 2 3  Narain 1990, 152–155쪽 "[W]e must identify them [Tocharians] with the Yueh-chih of the Chinese sources... [C]onsensus of scholarly opinion identifies the Yueh-chih with the Tokharians... [T]he Indo-European ethnic origin of the Yuehchih = Tokharians is generally accepted... Yueh-chih = Tokharian people... Yueh-chih = Tokharians..."
12. 1 2  Beckwith 2009, 380쪽 "The identity of the Tokharoi and Yüeh-chih people is quite certain, and has been clear for at least half a century, though this has not become widely known outside the tiny number of philologists who work on early Central Eurasian and early Chinese history and linguistics."
13. 1 2  Pulleyblank 1966, 9–39쪽
14. 1 2  Mallory 1997, 591–593쪽 "[T]he Tocharians have frequently been identified in Chinese historical sources as a people known as the Yuezhi..."
15. 1 2  Loewe & Shaughnessy 1999, 87–88쪽 "Pulleyblank has identified the Yuezhi... Wusun... the Dayuan... the Kangju... and the people of Yanqi... all names occurring in the Chinese historical sources for the Han dynasty, as Tocharian speakers."
16. ↑  Dani, Ahmad Hasan; Masson, V. M.; Harmatta, J.; Puri, Baij Nath; Etemadi, G. F.; Litvinskiĭ, B. A. (1992–2005). 《History of civilizations of Central Asia》. Paris: UNESCO. 310쪽. ISBN 92-3-102719-0. OCLC 28186754. Contrary to earlier assumptions, which regarded Kujula Kadphises as Buddhist on the basis of this epithet [dharmasthita- "steadfast in the Law"], it is now clear from the wording of a Mathura inscription, in which Huvishka bears the same epithet satyadharmasthita that the kingdom was conferred upon him by Sarva and Scamdavira (Candavira), that is, he was a devotee of Siva.
The Mathura inscription in question is documented in Lüders 1961, p.138ff
17. ↑  Grenet, Frantz (2015). 〈Zoroastrianism among the Kushans〉.   Falk, Harry. 《Kushan histories. Literary sources and selected papers from a symposium at Berlin, December 5 to 7, 2013》. Bremen: Hempen Verlag.
18. ↑  Aldrovandi, Cibele; Hirata, Elaine (June 2005). “Buddhism, Pax Kushana and Greco-Roman motifs: pattern and purpose in Gandharan iconography”. 《Antiquity》 (영어) 79 (304): 306–315. doi:10.1017/S0003598X00114103. ISSN 0003-598X. S2CID 161505956.
19. 1 2  Daniélou, Alain (2003). 《A Brief History of India》. Simon and Schuster. 111쪽. ISBN 9781594777943.
20. ↑  Hill 2009, 36 and notes쪽.
21. ↑  “Afghanistan: Central Asian and Sassanian Rule, ca. 150 B.C.-700 A.D.”. Library of Congress Country Studies. 1997. 2013년 2월 15일에 원본 문서에서 보존된 문서. 2012년 8월 16일에 확인함.
22. ↑  Yatsenko, Sergey A. (2012). “Yuezhi on Bactrian Embroidery from Textiles Found at Noyon uul, Mongolia” (PDF). 《The Silk Road》 10.
23. ↑  Francfort, Henri-Paul (2020년 1월 1일). “Sur quelques vestiges et indices nouveaux de l'hellénisme dans les arts entre la Bactriane et le Gandhāra (130 av. J.-C.-100 apr. J.-C. environ)”. 《Journal des Savants》 (영어): 26–27.
24. ↑  http://www.metmuseum.org/TOAH/HD/kush/hd_kush.htm
25. ↑  Roux 1997, 90쪽 "They are, by almost unanimous opinion, Indo-Europeans, probably the most oriental of those who occupied the steppes."
26. ↑  Loewe & Shaughnessy 1999, pp. 87–88 "Pulleyblank has identified the Yuezhi... Wusun... the Dayuan... the Kangju... and the people of Yanqi... all names occurring in the Chinese historical sources for the Han dynasty, as Tocharian speakers."
27. ↑  Mallory & Mair 2008, 270–297쪽.
28. ↑  Enoki, Koshelenko & Haidary 1994, 171–183쪽; Puri 1994, 184–191쪽
29. ↑  Girshman, Roman. “Ancient Iran: The movement of Iranian peoples”. 《Encyclopædia Britannica Online》. Encyclopædia Britannica, Inc. 2015년 5월 29일에 확인함. At the end of the 3rd century, there began in Chinese Turkistan a long migration of the Yuezhi, an Iranian people who invaded Bactria about 130 bc, putting an end to the Greco-Bactrian kingdom there. (In the 1st century bc they created the Kushān dynasty, whose rule extended from Afghanistan to the Ganges River and from Russian Turkistan to the estuary of the Indus.)
30. ↑  Mallory & Mair 2008, 318쪽.
31. ↑  국사편찬 위원회, 한국고대사료집성 중국편: 환공이 관자에 묻기를 "나는 천하의 진귀한 물자를 화폐로 쓰는 일곱 계책이 있다고 들었는데"
32. ↑  우리역사넷, 고조선의 대외 교역
33. ↑  Schippmann 1986a, 647–650쪽.
34. ↑  Justin, xli. 42.
35. ↑  Banerjee, Gauranga Nath (1920). 《Hellenism in ancient India》. Calcutta: Published by the Author; New York: Oxford University Press. 92쪽.
36. ↑  《KHALCHAYAN – Encyclopaedia Iranica》. Figure 1.
37. ↑  Lebedynsky 2006, 62쪽.
38. ↑  Lebedynsky 2006, 15쪽.
39. ↑  Fedorov, Michael (2004). “On the origin of the Kushans with reference to numismatic and anthropological data” (PDF). 《Oriental Numismatic Society》 181 (Autumn): 32. 2019년 10월 6일에 원본 문서 (PDF)에서 보존된 문서. 2019년 10월 6일에 확인함.
40. ↑  Abdullaev, Kazim (2007). “Nomad Migration in Central Asia (in After Alexander: Central Asia before Islam)”. 《Proceedings of the British Academy》 133: 89. The knights in chain-mail armour have analogies in the Khalchayan reliefs depicting a battle of the Yuezhi against a Saka tribe (probably the Sakaraules). Apart from the chain-mail armour worn by the heavy cavalry of the enemies of the Yuezhi, the other characteristic sign of these warriors is long side-whiskers (...)  We think it is possible to identify all these grotesque personages with long side-whiskers as enemies of the Yuezhi and relate them to the Sakaraules (...) Indeed these expressive figures with side-whiskers differ greatly from the tranquil and majestic faces and poses of the Yuezhi depictions.
41. ↑  김호동 (2016). 《아틀라스 중앙유라시아사》. 52~53쪽.
42. ↑  Benjamin, Craig (2015년 4월 16일). 《The Cambridge World History: Volume 4, A World with States, Empires and Networks 1200 BCE–900 CE》. Cambridge University Press. 477 ff쪽. ISBN 978-1-316-29830-5. It is generally agreed that the Kushans were one of the five tribes of the Yuezhi...
43. ↑  Hill 2009, 29쪽.
44. ↑  Chavannes 1907, 190–192쪽.
45. ↑  Suchandra Ghosh. (2012). Revisiting Kushana Dynastic Sanctuaries. Proceedings of the Indian History Congress, 72nd Session, Patiala, Delhi. 212-219.
46. ↑  O'Brien, Patrick Karl; Press, Oxford University (2002). 《Atlas of World History》. Oxford University Press. 46쪽. ISBN 978-0-19-521921-0.
47. ↑  Goyal 2005, 93쪽. "The Rabatak inscription claims that in the year 1 Kanishka I's authority was proclaimed in India, in all the satrapies and in different cities like Koonadeano (Kundina), Ozeno (Ujjain), Kozambo (Kausambi), Zagedo (Saketa), Palabotro (Pataliputra), and Ziri-Tambo (Janjgir-Champa). These cities lay to the east and south of Mathura, up to which locality Wima had already carried his victorious arm. Therefore they must have been captured or subdued by Kanishka I himself."
48. ↑  Mukherjee, B.N. (1995). “The Great Kushana Testament”. 《Indian Museum Bulletin》 (Calcutta).
49. ↑  Schwartzberg, Joseph E. (1978). 《A Historical atlas of South Asia》. Chicago: University of Chicago Press. 145, map XIV.1(g)쪽. ISBN 0226742210.
50. ↑  Sailendra Nath Sen 1999, 188쪽.
51. 1 2  Rosenfield 1993, 41쪽.
52. ↑  Rosenfield 1993, 41쪽. "Malwa and Maharashtra, for which it is speculated that the Kushans had an alliance with the Western Kshatrapas".
53. ↑  Hall, D.G.E. (1981). 《A History of South-East Asia, Fourth Edition》. Hong Kong: Macmillan Education Ltd. 17쪽. ISBN 0-333-24163-0.
54. ↑  Goyal 2005, 93쪽. "The Rabatak inscription claims that in the year 1 Kanishka I's authority was proclaimed in India, in all the satrapies and in different cities like Koonadeano (Kundina), Ozeno (Ujjain), Kozambo (Kausambi), Zagedo (Saketa), Palabotro (Pataliputra) and Ziri-Tambo (Janjgir-Champa). These cities lay to the east and south of Mathura, up to which locality Wima had already carried his victorious arm. Therefore they must have been captured or subdued by Kanishka I himself."
55. ↑  Sims-Williams, Nicholas. “Bactrian Documents from Ancient Afghanistan”. 2007년 6월 10일에 원본 문서에서 보존된 문서. 2007년 5월 24일에 확인함.
56. ↑  Rezakhani 2017b, 201쪽.
57. ↑  Lee, Jonathan L. (2022년 3월 8일). 《Afghanistan: A History from 1260 to the Present》 (영어). Reaktion Books. ISBN 978-1-78914-019-4.
58. ↑  Puri, Baij Nath (1965). 《India under the Kushāṇas》. Bharatiya Vidya Bhavan.
59. ↑  Schwartzberg, Joseph E. (1978). 《A Historical atlas of South Asia》. Chicago: University of Chicago Press. 25, 145쪽. ISBN 0226742210. 2025년 2월 7일에 원본 문서에서 보존된 문서. 2024년 7월 15일에 확인함.
60. 1 2 3 4 5  Harmatta 1999, 327–328쪽
61. ↑  Harmatta 1999, 324쪽.
62. ↑  Jongeward, David; Cribb, Joe (2014). 《Kushan, Kushano-Sasanian, and Kidarite Coins A Catalogue of Coins From the American Numismatic Society》 (PDF). New York: THE AMERICAN NUMISMATIC SOCIETY. Front page illustration쪽. 2021년 8월 17일에 원본 문서 (PDF)에서 보존된 문서. 2021년 3월 7일에 확인함.
63. ↑  “Kujula Kadphises coin”. 《The British Museum》.
64. ↑  Dani, A. H.; Asimov, M. S.; Litvinsky, B. A.; Zhang, Guang-da; Samghabadi, R. Shabani; Bosworth, C. E. (1994년 1월 1일). 《History of Civilizations of Central Asia: The Development of Sedentary and Nomadic Civilizations, 700 B. C. to A》 (영어). UNESCO. 321쪽. ISBN 978-92-3-102846-5.
65. ↑  《The Cambridge Shorter History of India》 (영어). CUP Archive. 77쪽.
66. ↑  Sen, Sailendra Nath (1999). 《Ancient Indian History and Civilization》 (영어). New Age International. 199쪽. ISBN 978-81-224-1198-0.
67. ↑  Singh, Upinder (2008). 《A History of Ancient and Early Medieval India: From the Stone Age to the 12th Century》 (영어). Pearson Education India. 377쪽. ISBN 978-81-317-1120-0.
68. 1 2 3  Harmatta 1999, 326쪽. "Also omitted is the ancient Iranian war god Orlagno, whose place and function are occupied by a group of Indian war gods, Skando (Old Indian Skanda), Komaro (Old Indian Kumara), Maaseno (Old Indian Mahāsena), Bizago (Old Indian Viśākha), and even Ommo (Old Indian Umā), the consort of Siva. Their use as reverse types of Huvishka I is clear evidence for the new trends in religious policy of the Kushan king, which was possibly influenced by enlisting Indian warriors into the Kushan army during the campaign against Pataliputra."
69. ↑  Sivaramamurti 1976, 56-59쪽.
70. 1 2  Loeschner, Hans (July 2012). “The Stūpa of the Kushan Emperor Kanishka the Great” (PDF). 《Sino-Platonic Papers》 227: 11.
71. 1 2  Bopearachchi 2007, 41–53쪽.
72. ↑  Sims-Williams, Nicolas. 〈Bactrian Language〉. 《Encyclopaedia Iranica》 3. London: Routledge & Kegan Paul.
73. ↑  Bopearachchi 2003. Cites H. Humbach, 1975, p.402-408. K.Tanabe, 1997, p.277, M.Carter, 1995, p.152. J.Cribb, 1997, p.40.
74. 1 2 3  Metropolitan Museum of Art exhibition.
75. ↑  “Panel fragment with the god Shiva/Oesho”. Metropolitan Museum of Art.
76. ↑  Fleet, J.F. (1908). “The Introduction of the Greek Uncial and Cursive Characters into India”. 《The Journal of the Royal Asiatic Society of Great Britain and Ireland》 1908: 179, note 1. JSTOR 25210545. The reading of the name of the deity on this coin is very much uncertain and disputed (Riom, Riddhi, Rishthi, Rise....)
77. ↑  Shrava, Satya (1985). 《The Kushāṇa Numismatics》. Pranava Prakashan. 29쪽. The name Riom as read by Gardner, was read by Cunningham as Ride, who equated it with Riddhi, the Indian goddess of fortune. F.W. Thomas has read the name as Rhea
78. ↑  Perkins, J. (2007). Three-headed Śiva on the Reverse of Vima Kadphises's Copper Coinage. South Asian Studies, 23(1), 31–37
79. ↑  Fitzwilliam Museum (1992).  Errington, Elizabeth, 편집. 《The Crossroads of Asia: transformation in image and symbol in the art of ancient Afghanistan and Pakistan》. Ancient India and Iran Trust. 87쪽. ISBN 9780951839911.
80. ↑  Rosenfield 1967, p. 451, Figure 105: "Figure 105: Image pedestal with Sakyamuni flanked by Bodhisattvas and devotees. Shotorak."
81. ↑  Liu 2010, 42쪽.
82. ↑  아비달마대비바사론 제200권
83. ↑  대당대자은사삼장법사전 제2권
84. ↑  Liu 2010, 58쪽.
85. ↑  Sailendra Nath Sen 1999, 199–200쪽.
86. ↑  Mahajan, V.D (2016). 《Ancient India》. S. Chand Publishing. 330쪽. ISBN 978-93-5253-132-5.
87. ↑  Rajatarangini Of Kalhana Vol.1
88. ↑  Pandit, Ranjit Sitaram (1935). 《River Of Kings (rajatarangini)》. I168–I173쪽.
89. 1 2 3 4 5 6 7 8  Rowland, Benjamin (1971). “Graeco-Bactrian Art and Gandhāra: Khalchayan and the Gandhāra Bodhisattvas”. 《Archives of Asian Art》 25: 29–35. ISSN 0066-6637. JSTOR 20111029.
90. ↑  Birmingham Museum of Art (2010). 《Birmingham Museum of Art: guide to the collection》. [Birmingham, Ala]: Birmingham Museum of Art. 51쪽. ISBN 978-1-904832-77-5.
91. ↑  Stoneman, Richard (2019). 《The Greek Experience of India: From Alexander to the Indo-Greeks》. Princeton University Press. 439–440쪽. ISBN 9780691185385.
92. ↑  Sailendra Nath Sen 1999, 202쪽.
93. ↑  Ghosh, N. N. (1935). 《Early History of Kausambi》. Allahabad Law Journal Press. xxi쪽.
94. ↑  Epigraphia Indica 8 p.179
95. ↑  “Seated Buddha with Two Attendants, A.D. 82”. Kimbell Art Museum.
96. ↑  Asian Civilisations Museum (Singapore) (2007).  Krishnan, Gauri Parimoo, 편집. 《The Divine Within: Art & Living Culture of India & South Asia》. World Scientific Pub. 113쪽. ISBN 9789810567057. The Buddhist Triad, from Haryana or Mathura, Year 4 of Kaniska (ad 82). Kimbell Art Museum, Fort Worth.
97. ↑  Behrendt, Kurt A. (2007). 《The Art of Gandhara in the Metropolitan Museum of Art》. Metropolitan Museum of Art. 48, Fig. 18쪽. ISBN 9781588392244.
98. 1 2 3 4  Rhi, Juhyung (2017). 《Problems of Chronology in Gandharan. Positioning Gandharan Buddhas in Chronology》 (PDF). Oxford: Archaeopress Archaeology. 35–51쪽.
99. 1 2 3 4 5  Ilyasov, Djangar (2022). 《Splendeurs des oasis d'Ouzbékistan》. Paris: Louvre Editions. 68–70쪽. ISBN 978-8412527858.
100. 1 2  Sen, Sudipta (2019). 《Ganges: The Many Pasts of an Indian River》. Yale University Press. 205쪽. ISBN 9780300119169.
101. ↑  Vanaja, R. (1983). 《Indian Coinage》. National Museum. Known by the term Dinars in early Gupta inscriptions, their gold coinage was based on the weight standard of the Kushans i.e. 8 gms/120 grains. It was replaced in the time of Skandagupta by a standard of 80 ratis or 144 grains.
102. ↑  Mookerji, Radhakumud (1997). 《The Gupta Empire》. Motilal Banarsidass Publ. 31쪽. ISBN 9788120804401.
103. ↑  Gupta inscriptions using the term "Dinara" for money: No 5-9, 62, 64 in Fleet, John Faithfull (1960). 《Inscriptions Of The Early Gupta Kings And Their Successors》.
104. 1 2  Mookerji, Radhakumud (1997). 《The Gupta Empire》. Motilal Banarsidass Publ. 30쪽. ISBN 9788120804401.
105. ↑  Higham, Charles (2014). 《Encyclopedia of Ancient Asian Civilizations》. Infobase Publishing. 82쪽. ISBN 9781438109961.
106. ↑  Pal, Pratapaditya (1986). 《Indian Sculpture. Volume I: Circa 500 B.C.-A.D. 700》. Los Angeles County Museum of Art with University of California Press. 73, 78쪽. ISBN 9780520059917.
107. ↑  Reden, Sitta (2019년 12월 2일). 《Handbook of Ancient Afro-Eurasian Economies: Volume 1: Contexts》 (영어). Walter de Gruyter GmbH & Co KG. 505쪽. ISBN 978-3-11-060494-8.
108. ↑   Joe Cribb, 1974, "Chinese lead ingots with barbarous Greek inscriptions in Coin Hoards" pp.76–8
109. ↑  “安息铅币（正面、背面）”. 《www.gansumuseum.com》. Gansu Museum.
110. ↑  후한서-반초열전, 2013.08.20
111. ↑  후한통속연의 31회 반란한 왕을 유인하여 술잔으로 교묘한 계책을 시행하며 권력이 있는 친척을 탄핵하여 빨리 유언을 남기다, 2015.07.21]
112. ↑  후한서/47권-한문 위키피디아
113. ↑  삼국지 정사-위서 명제기(明帝紀)
114. 1 2  Rezakhani 2017b, 202–203쪽.
115. ↑  Rezakhani 2017b, 200–210쪽.
116. ↑  "라는 칭호와 함께, 사무드라굽타는 쿠샨 잔당들이 자신의 지배하에 있다고 언급했다.Eraly, Abraham (2011). 《The First Spring: The Golden Age of India》. Penguin Books India. 38쪽. ISBN 9780670084784.
117. ↑  Errington, Elizabeth; Curtis, Vesta Sarkhosh (2007). 《From Persepolis to the Punjab: Exploring Ancient Iran, Afghanistan and Pakistan》. British Museum Press. 88쪽. ISBN 9780714111650. In the Punjab the stylistic progression of the gold series from Kushan to Kidarite is clear: imitation staters were issued first in the name of Samudragupta, then by Kirada, "Peroz" and finally Kidara
118. ↑  Cribb, Joe (January 2010). “The Kidarites, the numismatic evidence”. 《Coins, Art and Chronology II》: 101.
119. 1 2 3 4 5  Dani, Litvinsky & Zamir Safi 1996, 165–166쪽
120. ↑  Lines 23-24 of the Allahabad pillar inscription of Samudragupta: "Self-surrender, offering (their own) daughters in marriage and a request for the administration of their own districts and provinces through the Garuḍa badge, by the Dēvaputra-Shāhi-Shāhānushāhi and the Śaka lords and by (rulers) occupying all Island countries, such as Siṁhala and others."
121. ↑  Cribb, Joe; Singh, Karan (Winter 2017). “Two Curious Kidarite Coin Types From 3rd Century Kashmir”. 《JONS》 230: 3.
122. ↑  Rezakhani 2017a, 85쪽.
123. 1 2  Ghosh, Amalananda (1965). 《Taxila》. CUP Archive. 790–791쪽.